# Architecture postmoderne en Belgique

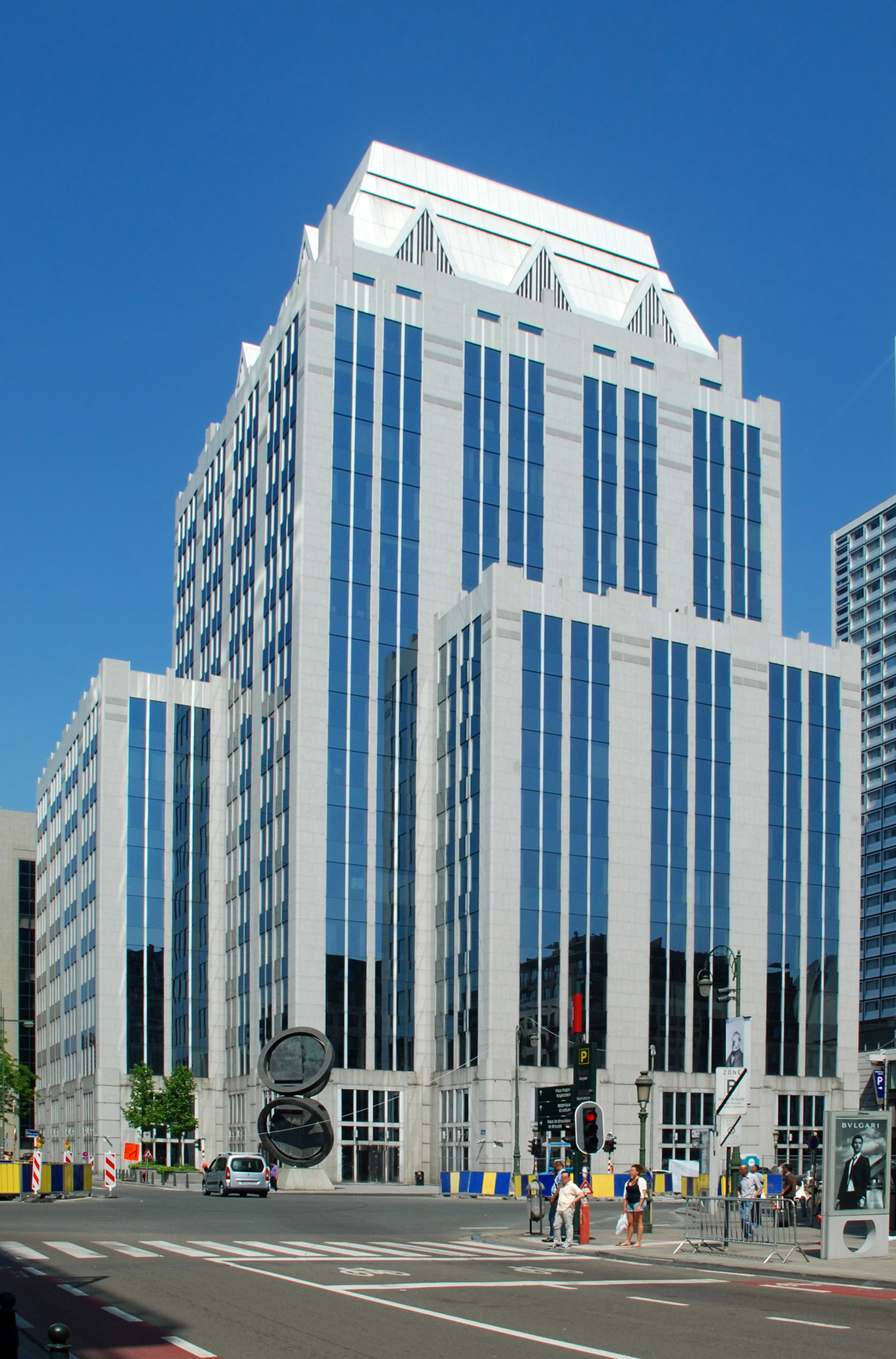
Tour Baudouin - Siège d'Euroclear (Atelier d'architecture de Genval - 1989).

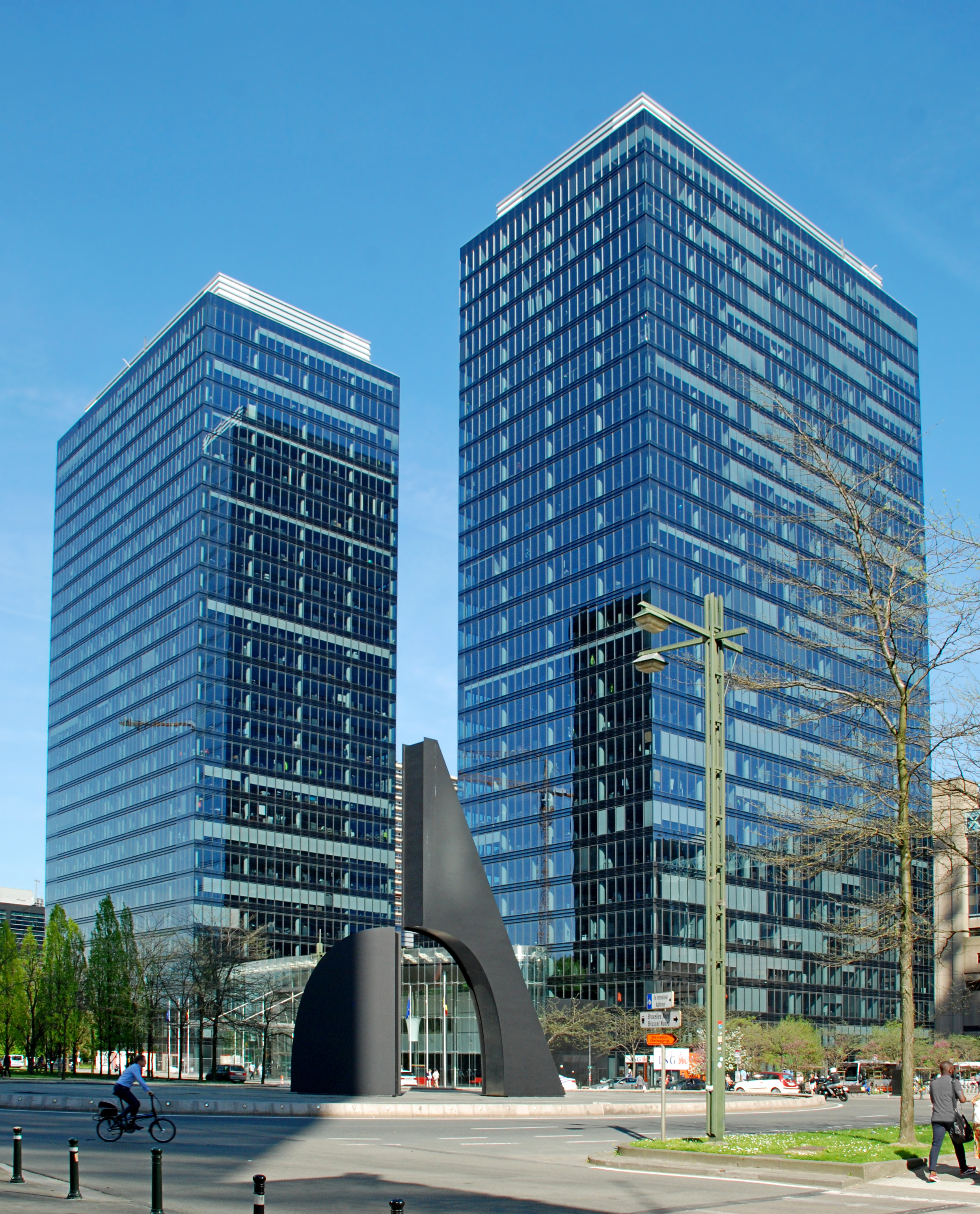
North Galaxy Towers
(Montois - Jaspers - Art & Build, 2004).

En Belgique, le postmodernisme en architecture apparaît dès la fin des années 1970, en réaction à l'architecture moderniste et fonctionnaliste, avec la construction de l'immeuble « Stéphanie 1 » par l'Atelier d'architecture de Genval, fondé par André Jacqmain.
Il domine l'architecture d'immeubles de bureaux dans les grandes villes durant les années 1980, 1990, 2000 et 2010.

## Historique

### Historique international
Aux antipodes de l'Art déco, né pourtant comme elle dans les années 1920, l'architecture moderniste tourne le dos aux traditions architecturales du passé, privilégie la fonction et bannit l'ornementation pour réduire l'architecture à un jeu de volumes et de surfaces.
Après la Seconde Guerre mondiale, le modernisme mute et engendre le fonctionnalisme qui domine complètement l'architecture durant les années 1950, 1960 et 1970 : « Il faudra attendre le changement d'échelle introduit par la reconstruction (…) après la Seconde Guerre mondiale pour que le modernisme s'impose par son seul aspect économique. Mais il s'appliquera alors à de grands ensembles et des opérations d'envergure qui révéleront son inhumanité et lui feront perdre sa dimension poétique ».
Une réaction à un demi-siècle de modernisme et de fonctionnalisme s'annonce dès 1966 avec l'étude Complexity and contradiction in architecture publiée en 1966 par l'architecte américain Robert Venturi, qui « annonce la fin du modernisme et de l'ascétisme, voire du brutalisme, en plaidant pour une nécessaire complexité en architecture ».
La dissidence s'affirme plus nettement en 1977 avec The Language of Postmodern Architecture, rédigé par Charles Jencks qui « réinscrit l'architecture dans le fil d'une histoire générale des mouvements artistiques et incite à recourir à des compositions et motifs empruntés au passé ». L'année suivante, Peter Blake publie Form follows fiasco.
Cette dissidence prendra le nom de postmodernisme, « un courant architectural né en réaction au modernisme, remettant au goût du jour certaines formes ornementales issues de l’architecture du passé (classicisme, Art Déco, etc.) ».
Le postmodernisme redécouvre les traditions architecturales du passé avec lesquelles le modernisme avait voulu rompre. Il consacre le retour de l'ornementation, du décor et d'éléments hérités du passé comme les colonnes, les pilastres, les arcs et les frontons.

Ornements de style postmoderne
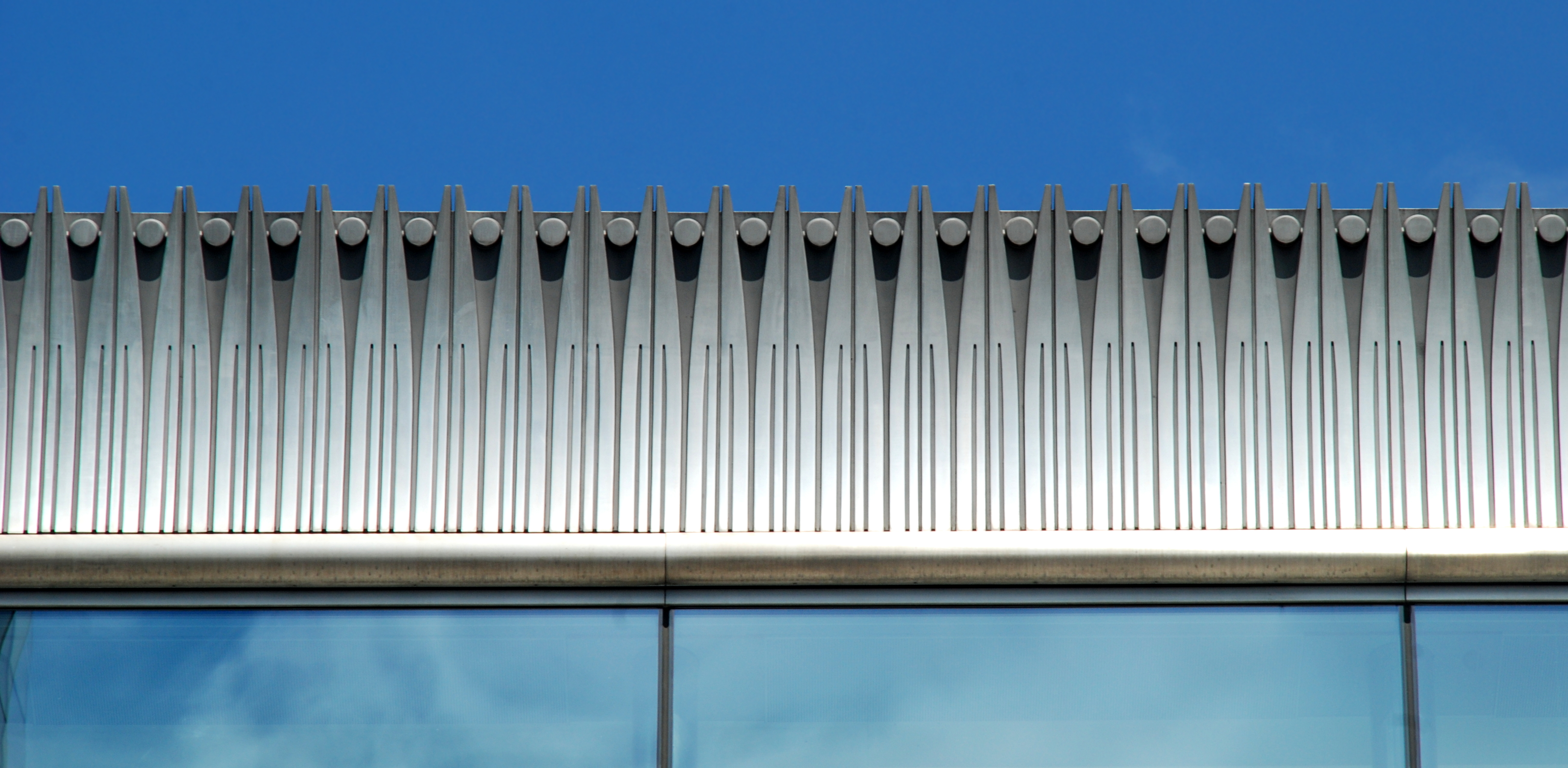
Bâtiment Altiero-Spinelli du Parlement européen.
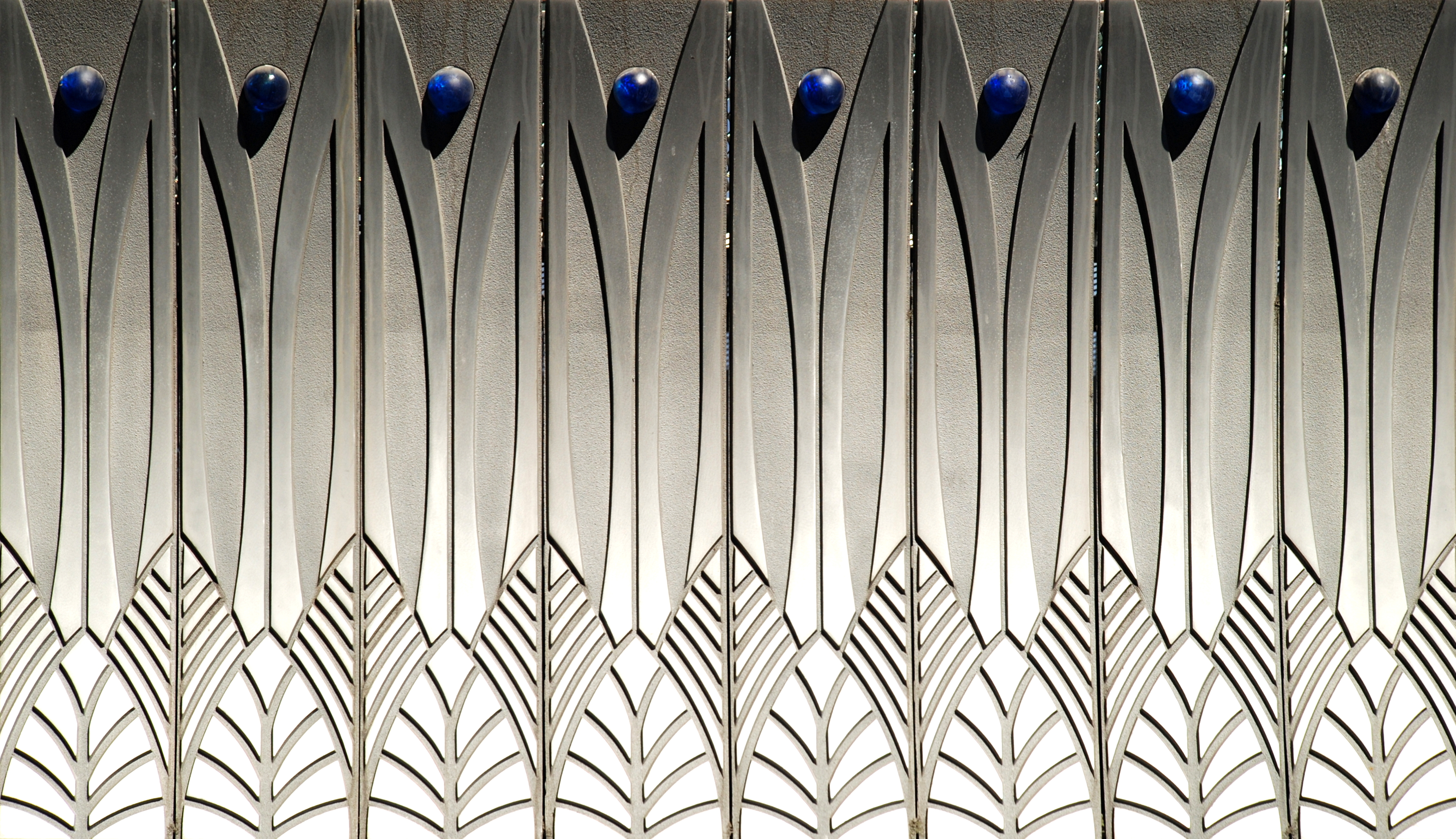
Immeuble Sapphire.

### Historique en Belgique

#### Le rôle de pionnier de l'Atelier d'architecture de Genval
Le style postmoderne est introduit en Belgique par l'Atelier d'architecture de Genval, un bureau d'architectes fondé en 1967 par André Jacqmain à l'achèvement de l'immeuble Glaverbel, à Watermael-Boitsfort.
Les premières réalisations postmodernes de l'Atelier combinent la pierre de taille, le marbre et les ornementations en bronze et en acier inoxydable, et apparaissent dès les années 1970 à Bruxelles avec l'édification du siège de la Morgan Guaranty Trust Company of New York (1969-1974),, de l'immeuble « Stéphanie 1 » (1973-1983), et d'un immeuble à appartements de style postmoderne situé rue de Belle-Vue (1977-1978)
Plus tard, l'Atelier de Genval se tourne vers la combinaison de pierre, de verre bleu et d'ornementations en acier inoxydable, comme au siège de la Communauté française de Belgique (1986-1992), à l'Espace Léopold (siège du Parlement européen, dont le bâtiment Altiero Spinelli, 1987-2004), au « North Gate » (1995), au « Sapphire » (2003), à l'« Espace Meeus », à « The Capital »…

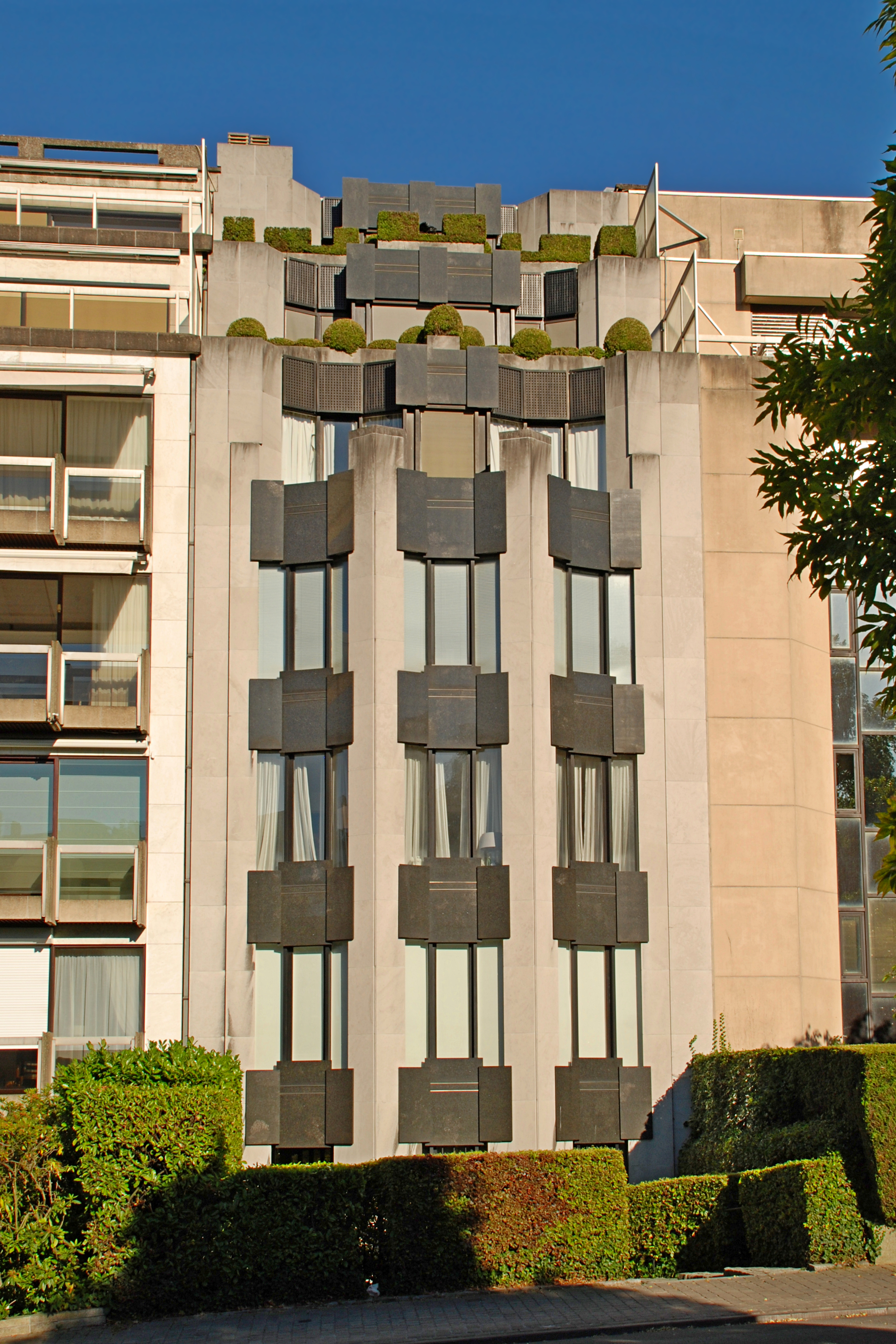
Rue de Belle-Vue 24 (1977-1978).
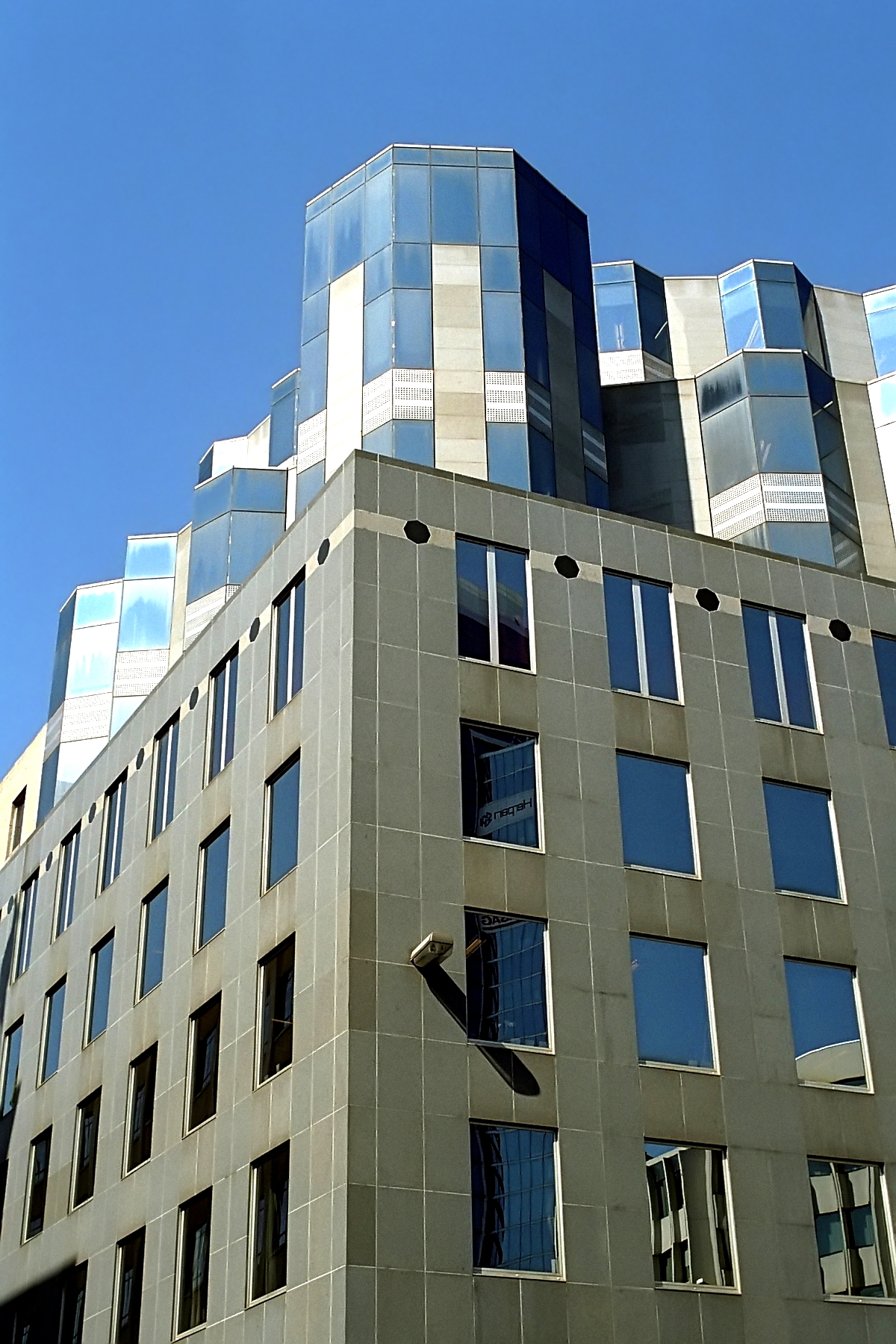
Communauté française de Belgique (1986-1992).
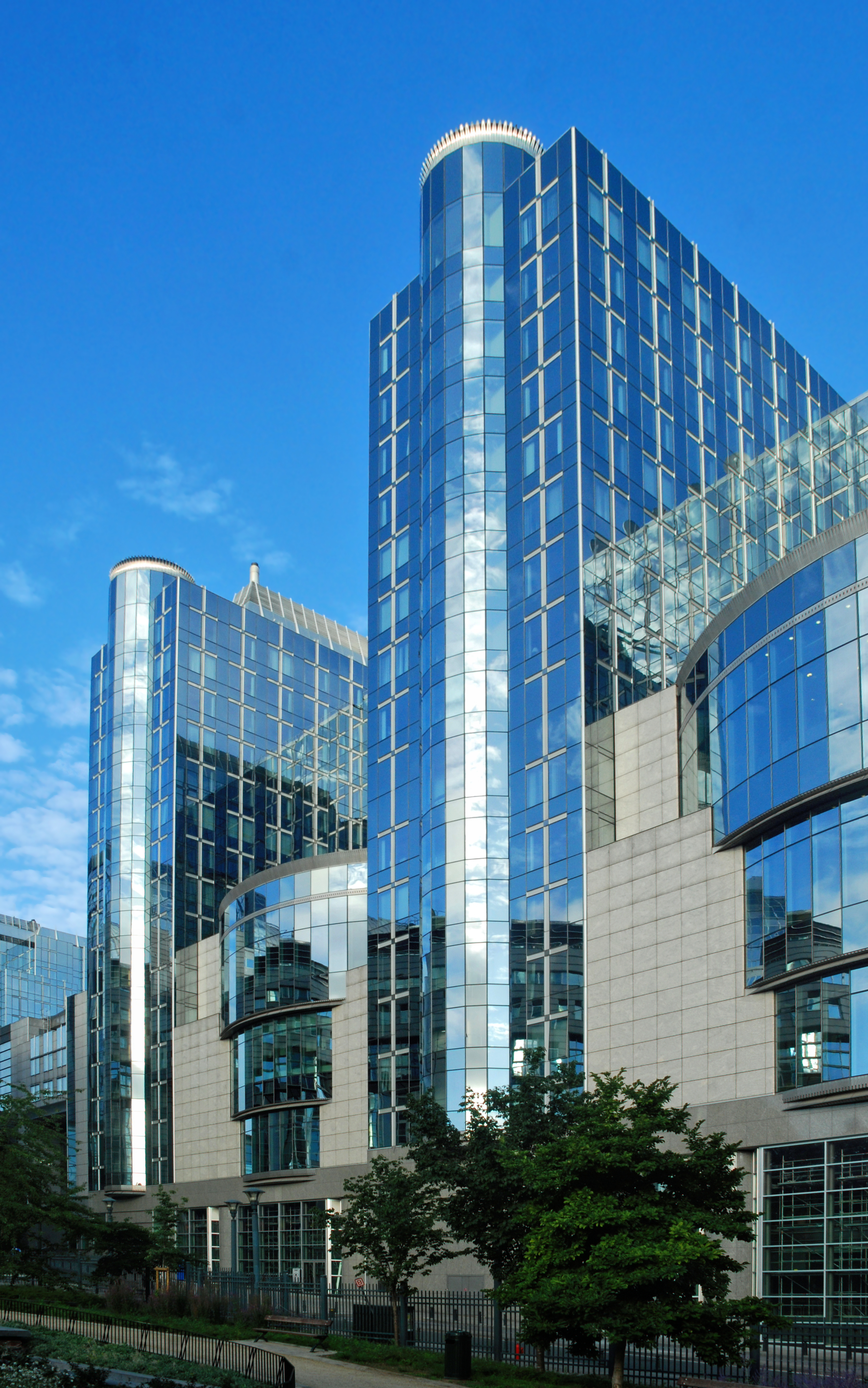
Altiero Spinelli (1987-2004).
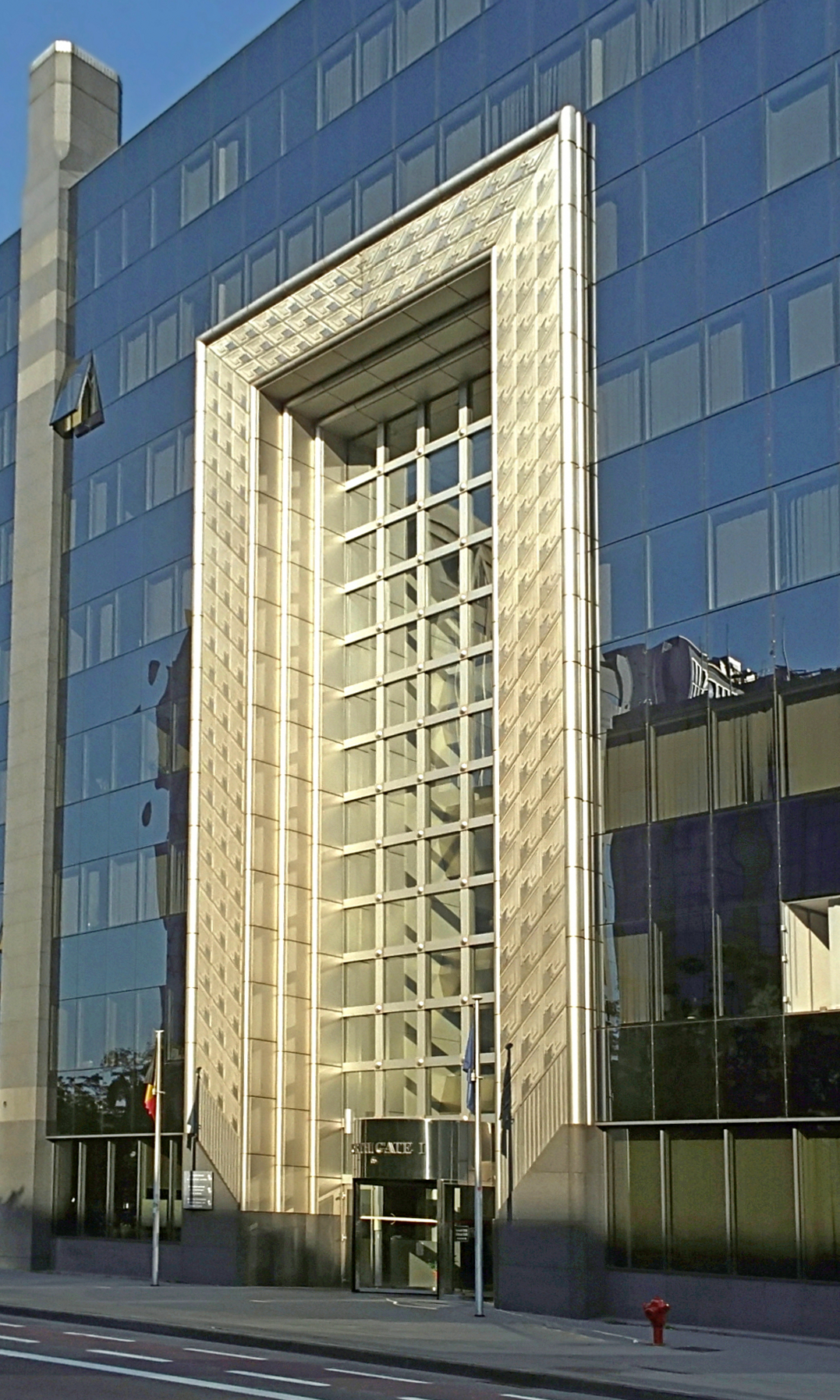
North Gate I (1995).
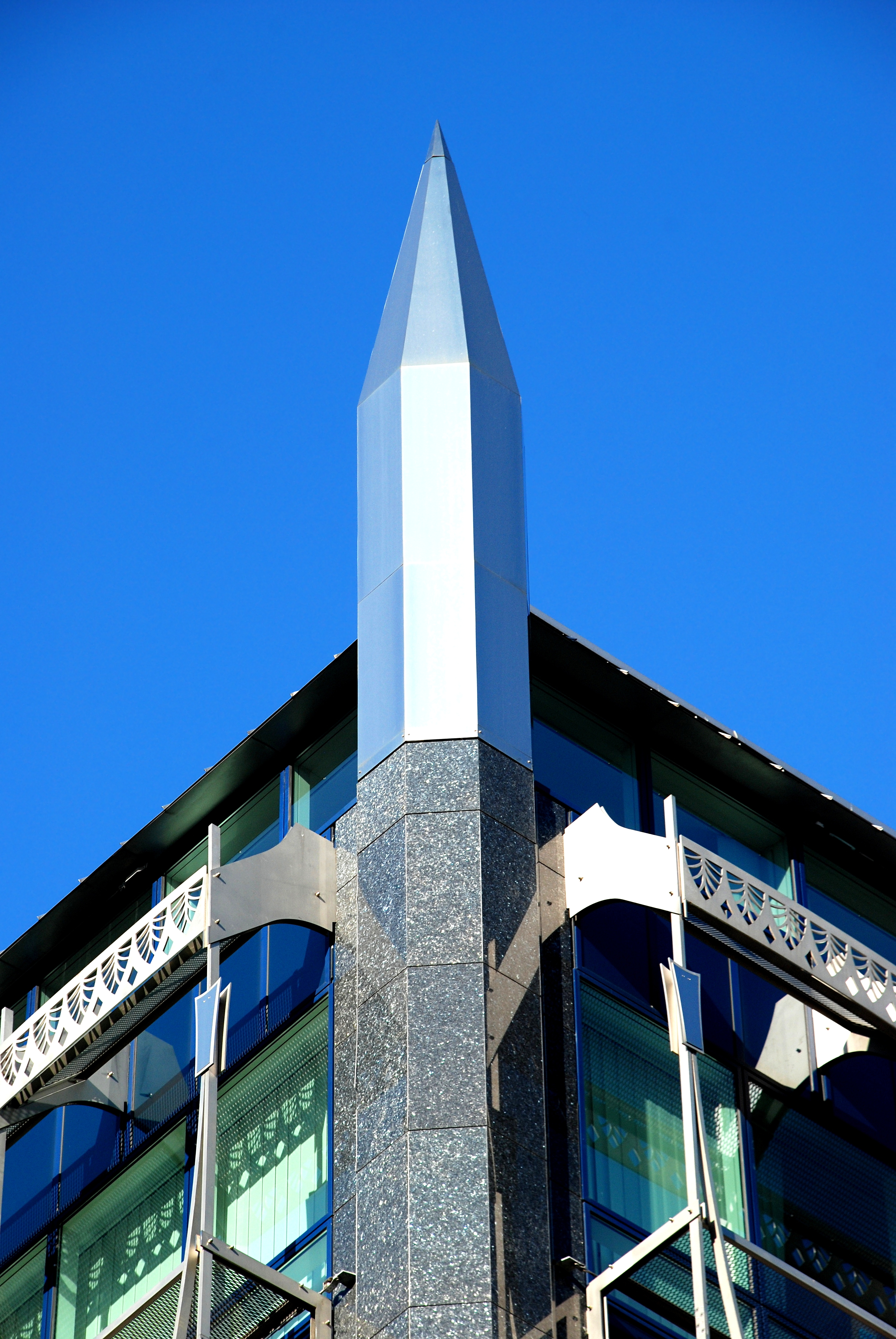
Sapphire (2003).

#### Facteurs favorables au développement du postmodernisme
Plusieurs facteurs propres à Bruxelles jouent un rôle certain dans le développement du postmodernisme dans cette ville. Ainsi, l'aspiration à un retour de la beauté dans les rues de Bruxelles est très forte après les ravages de la bruxellisation, terme désignant la dégradation urbanistique d'une ville livrée aux promoteurs immobiliers, phénomène dont Bruxelles eut fort à souffrir à l'époque de l'architecture fonctionnaliste. Le meilleur exemple de ce phénomène est la destruction du Quartier Nord rasé dans les années 1960 par le promoteur immobilier Charly De Pauw. Cette ambition de réintroduire une conception classique de la beauté en ville mènera à la rénovation (habillement) des façades de plusieurs gratte-ciel bruxellois, réadaptées au conceptions postmodernes, comme la tour Madou, la tour du Midi, la tour des Finances, la tour AG (rebaptisée Bastion Tower) ou encore la tour Astro. 
Par ailleurs, l'opportunité représentée par la présence du Quartier Nord rasé qui a attendu sa réurbanisation durant toutes les années 1970 et 1980 sera saisie pour faire valoir les idéaux postmodernes. De plus, le développement des institutions européennes entraîne l'édification du siège du Parlement européen (le vaisseau amiral du postmodernisme en Belgique), du bâtiment Justus Lipsius, de la passerelle de la rue Belliard, du siège de l'Office européen de lutte antifraude ainsi que celui de nombreuses « directions générales » comme la DG Emploi, la DG Société de l'Information, la DG Personnel & Administration, la DG Budget…
Enfin le développement des institutions flamandes à Bruxelles qui amène le gouvernement flamand non seulement à investir et rénover des lieux historiques de la capitale comme la place des Martyrs mais également à faire sortir de terre des immeubles flambant neufs parés des atours du postmodernisme triomphant (bâtiments « Hendrik Conscience », « Graaf de Ferraris », « Noord Building »).

Institutions européennes
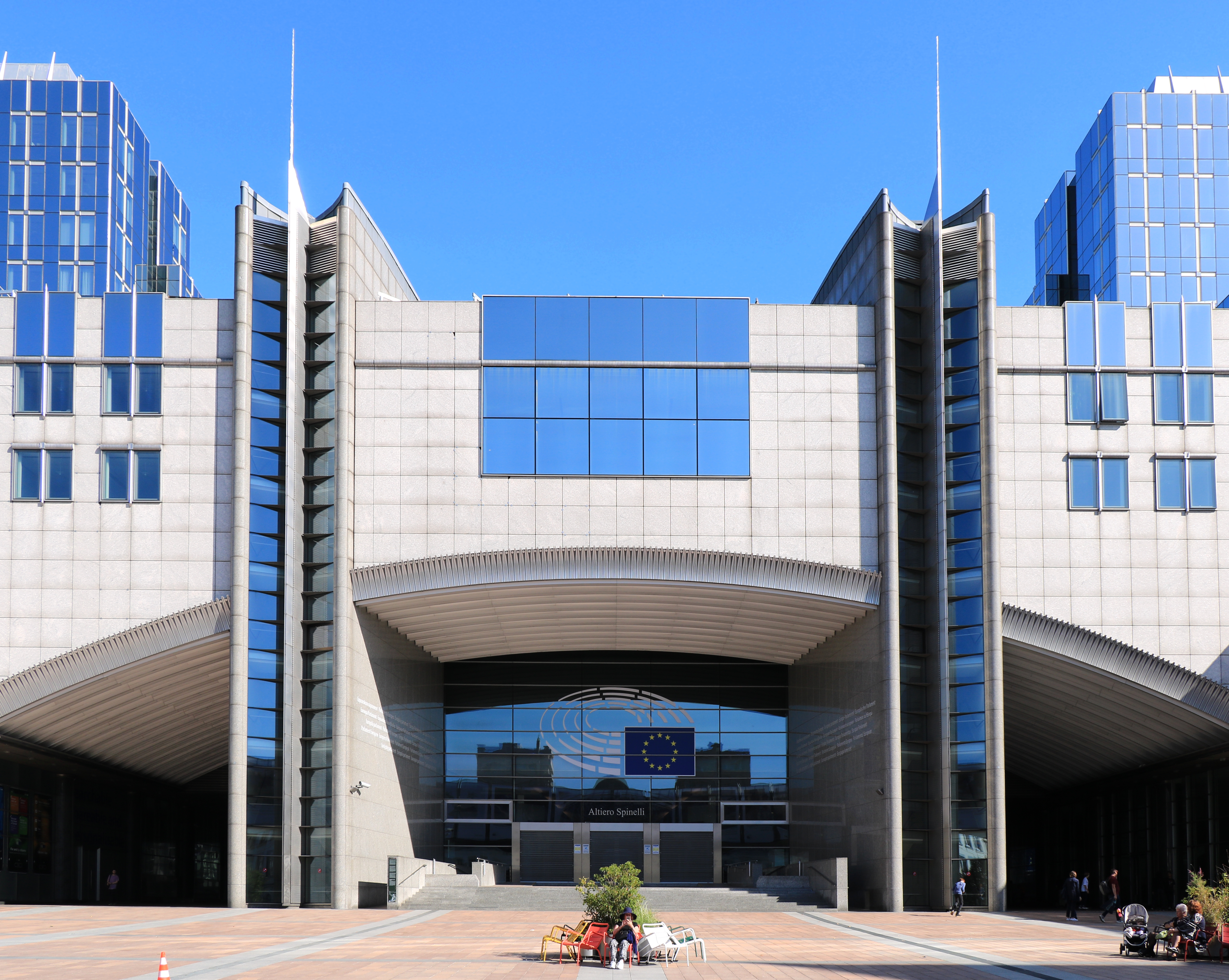
Parlement européen : entrée du bâtiment Altiero Spinelli.
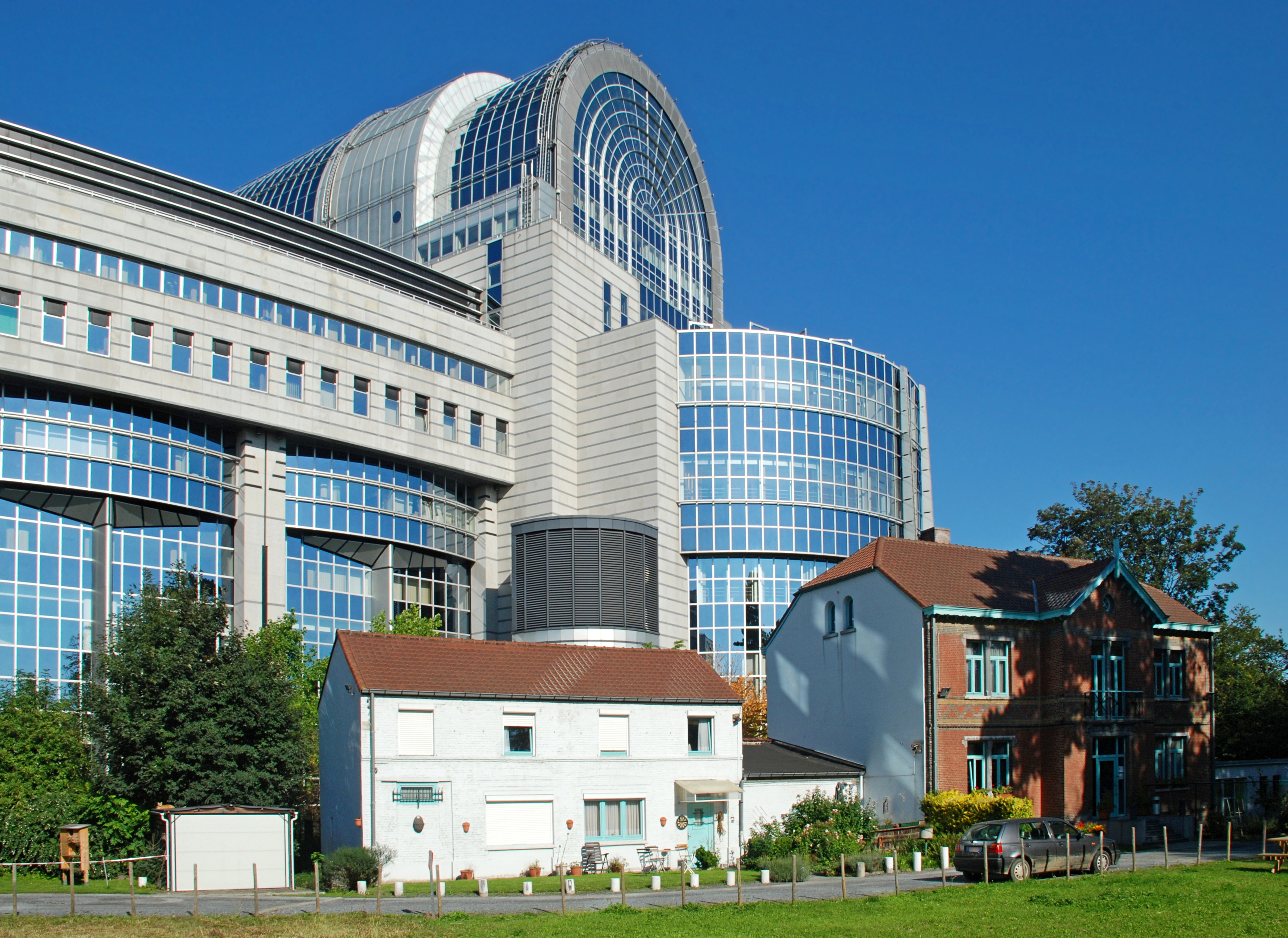
Parlement européen : vue insolite sur l'arrière du bâtiment Paul-Henri Spaak depuis le Parc Léopold.
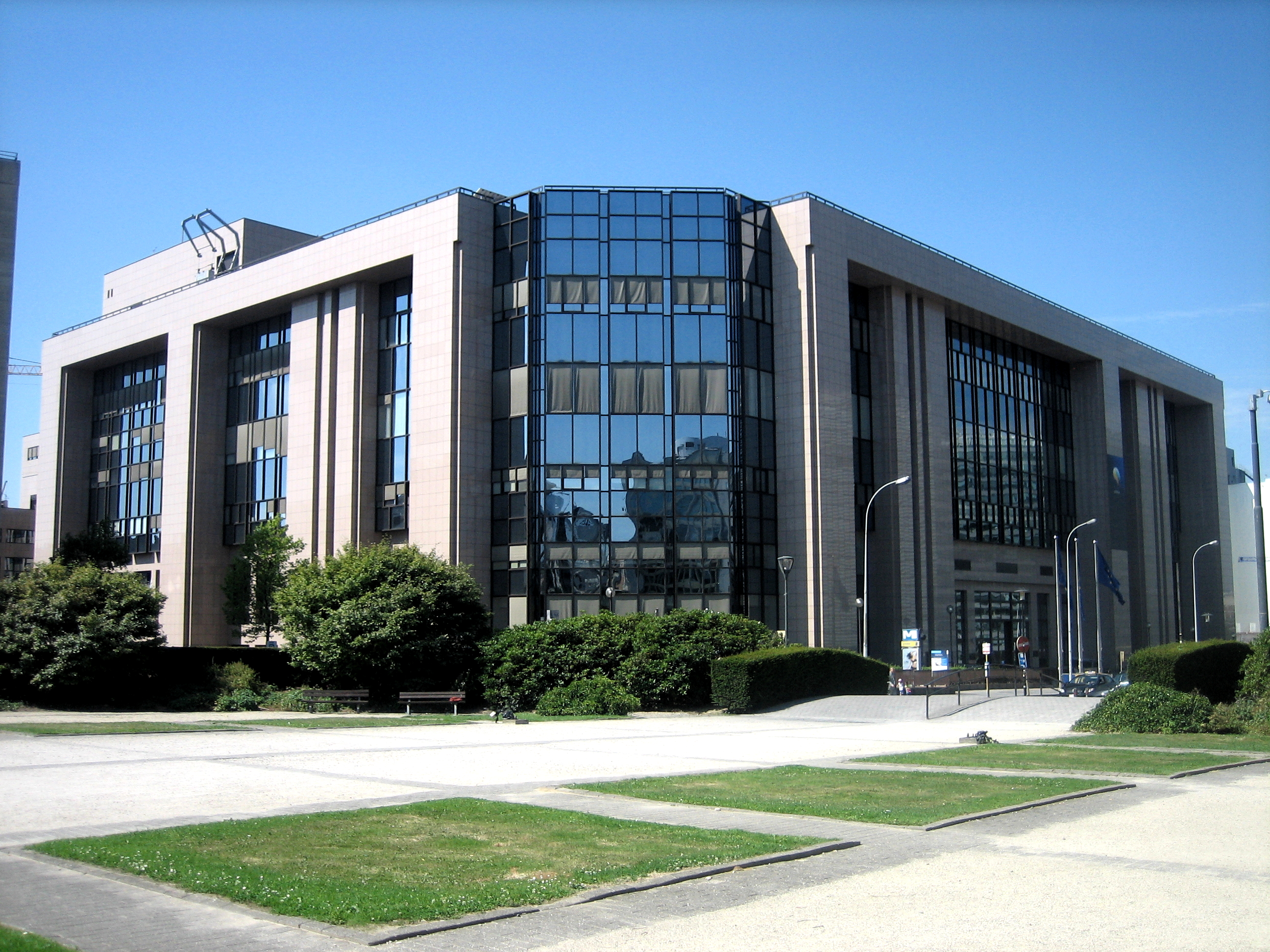
Bâtiment Justus Lipsius (Bureau CDG 1985-1995).

## Tendances stylistiques
L'architecture postmoderne en Belgique présente, outre son courant principal, plusieurs variantes stylistiques inspirées du néo-classicisme, de la Sécession viennoise ou de l'Art déco, voire du fonctionnalisme.
En ce sens, il peut être qualifié de « néo-éclectisme ».

### Courant principal du postmodernisme
Le postmodernisme mainstream, qui combine pierre, verre bleu et ornementations en acier inoxydable, est représenté principalement par l'Atelier d'architecture de Genval (le fondateur du genre en Belgique, voir plus haut), Michel Jaspers, le C.E.R.A.U., Montois Partners et le bureau CDG.
L'exemple le plus monumental en est le Parlement européen (officiellement l'Espace Léopold) et ses deux bâtiments principaux, le bâtiment Paul-Henri Spaak et le bâtiment Altiero Spinelli.

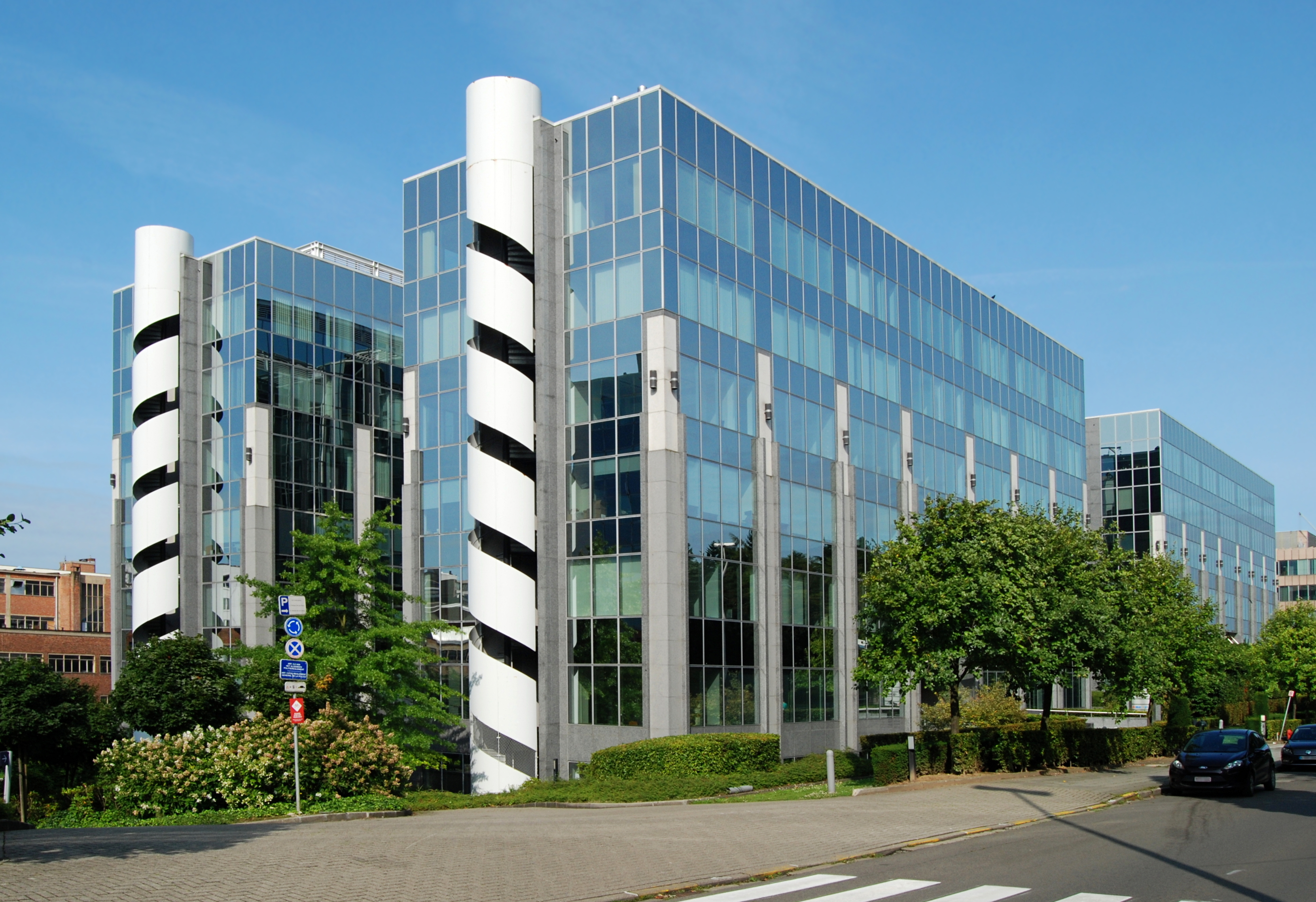
« Plaine 11 » (CERAU, 2000).
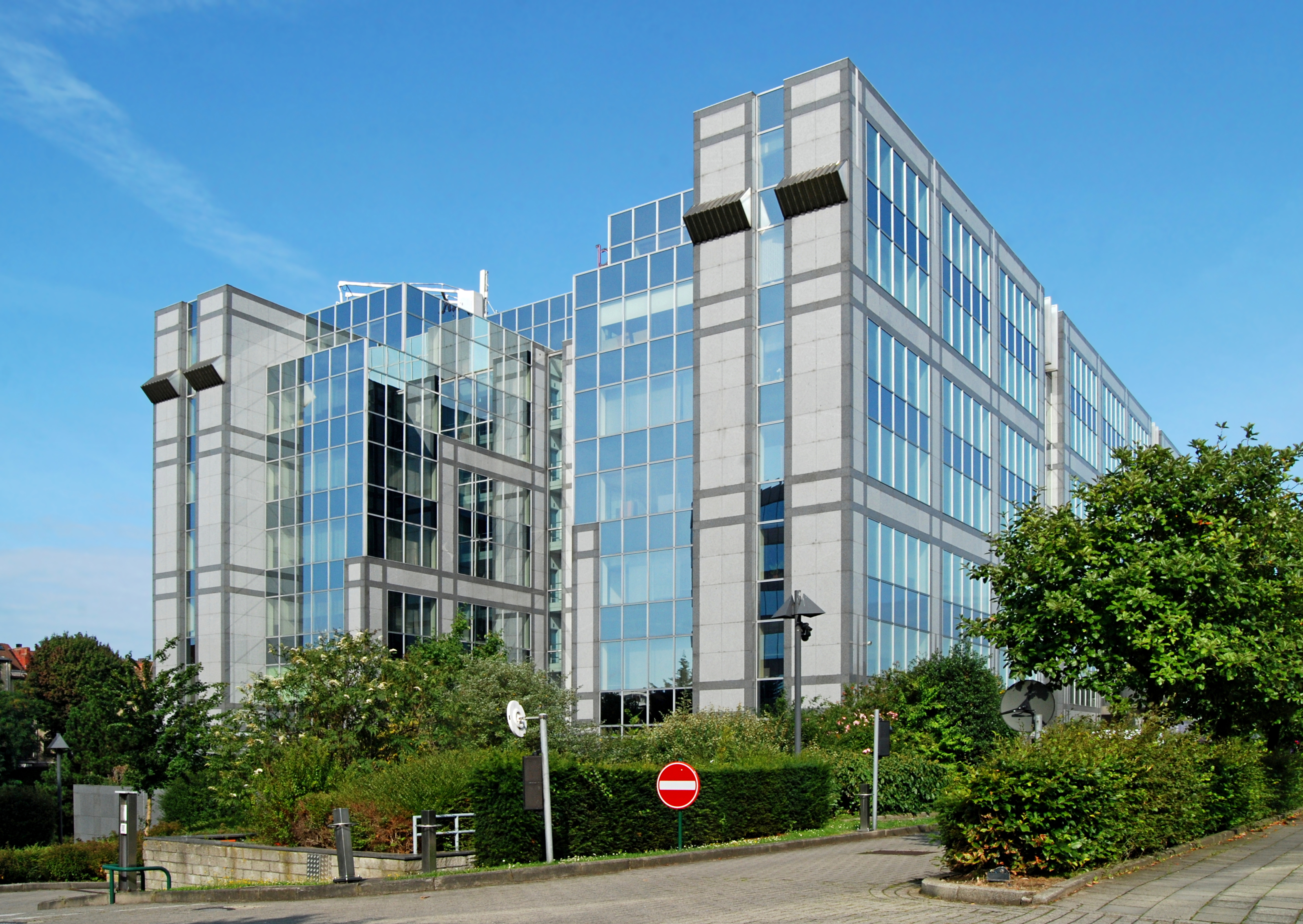
« La Plaine » (Montois Partners, 1995).
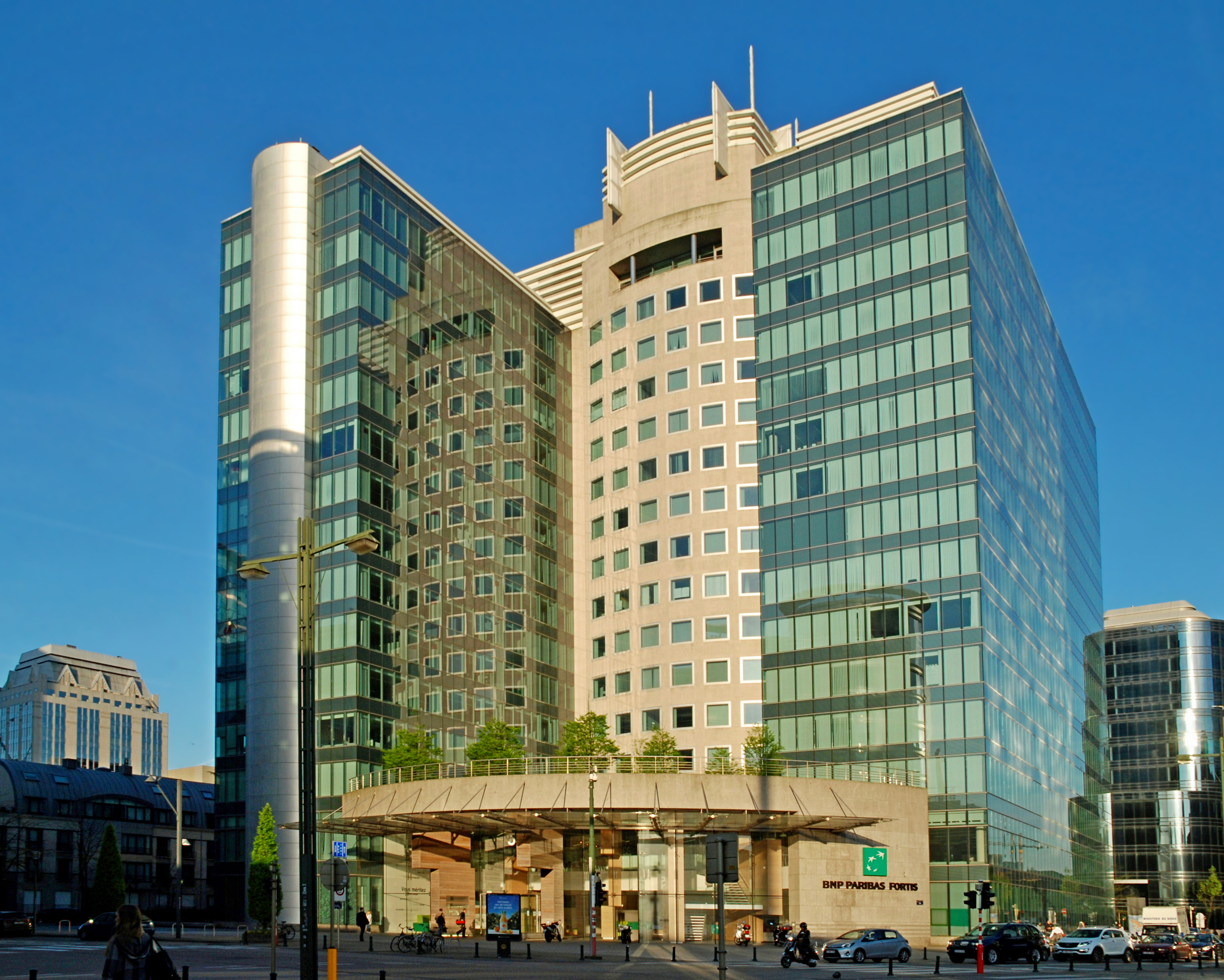
Immeuble Boréal (Jaspers, 2001).

### Postmodernisme de tendance néo-classique
Le postmodernisme de tendance néo-classique est représenté en Belgique, par exemple, par le siège de SWIFT construit par l'architecte espagnol Ricardo Bofill, par l'« Orion Center » de José Vanden Bossche, par la place Communale d'Auderghem et le bâtiment « Goemaere » (« Thilly Van Eessel I ») édifiés par le Bureau d'architectes ASSAR, par l'« Office Park Rozendal » de Wolf et Conreur ou encore par l'hôtel Méridien de Jacques Cuisinier.

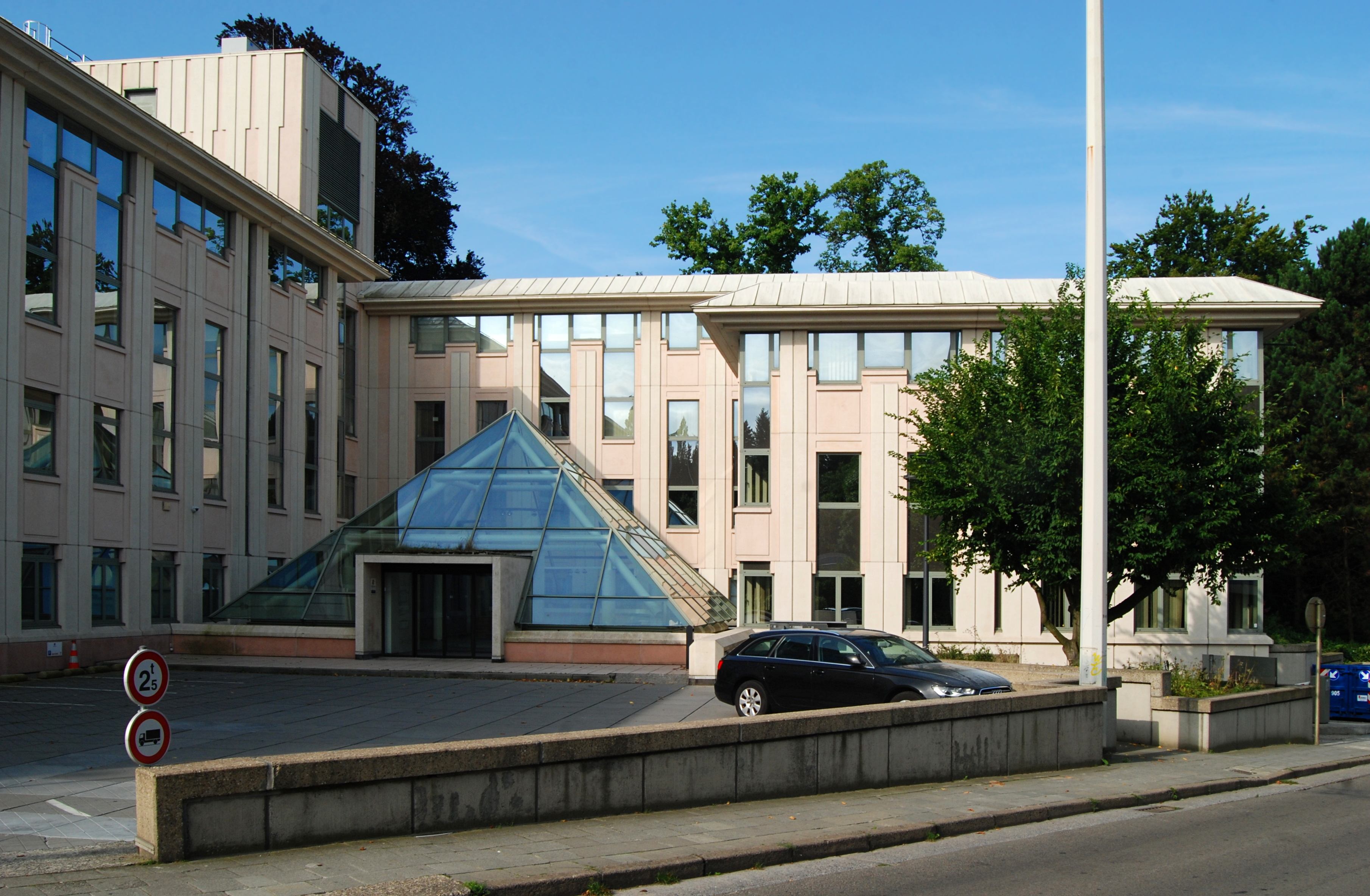
« Goemaere » (« Thilly Van Eessel I ») (Bureau Assar, 1988).
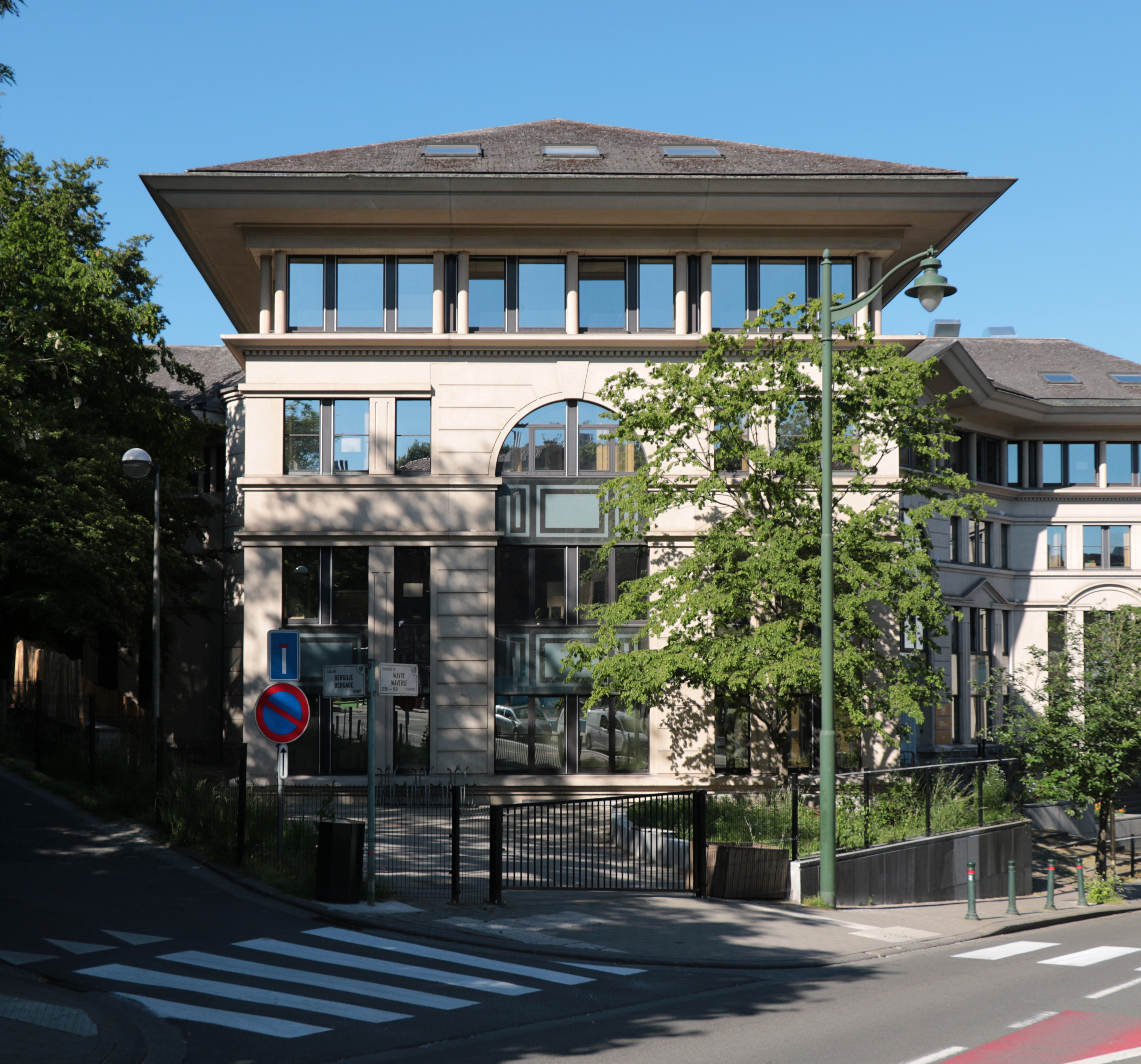
Place Communale d'Auderghem (Bureau Assar, 1993-1994).
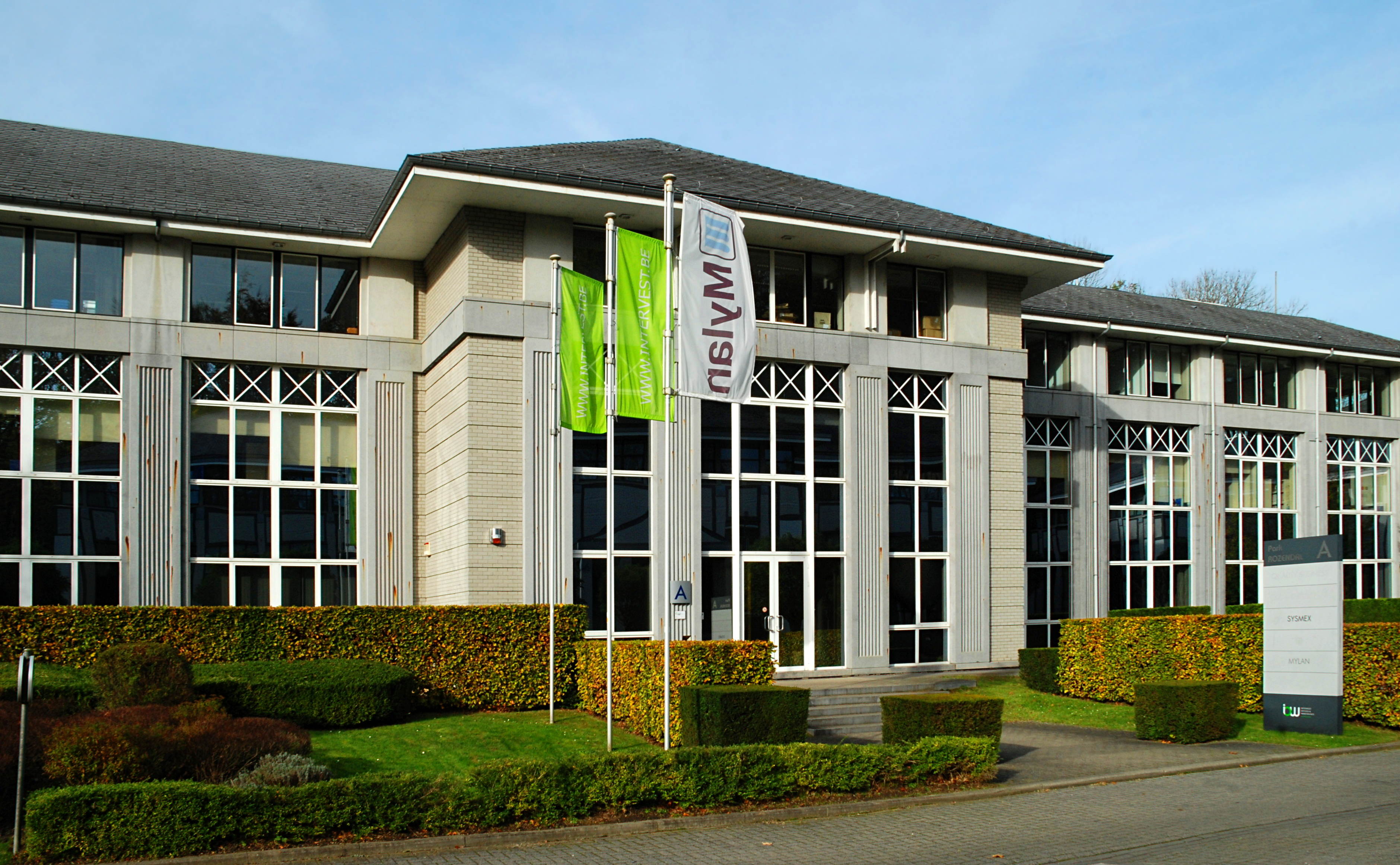
« Office Park Rozendal » (Wolf et Conreur, 1994).

### Postmodernisme teinté de Sécession viennoise
Le postmodernisme teinté de Sécession viennoise caractérise quant à lui quelques bâtiments bruxellois comme l'ancien siège de la compagnie d'assurances ABB, érigé par le Group Planning en 1982-1985 à la rue d'Arlon, ou encore la « Gerling Haus » érigée par René Stapels en 1988 juste à côté du Palais Stoclet, chef-d'œuvre de la Sécession viennoise à Bruxelles réalisé vers 1903-1911 par l'architecte autrichien Josef Hoffmann.
Ce style utilise beaucoup la pierre, à l'exclusion du verre bleu et du métal.

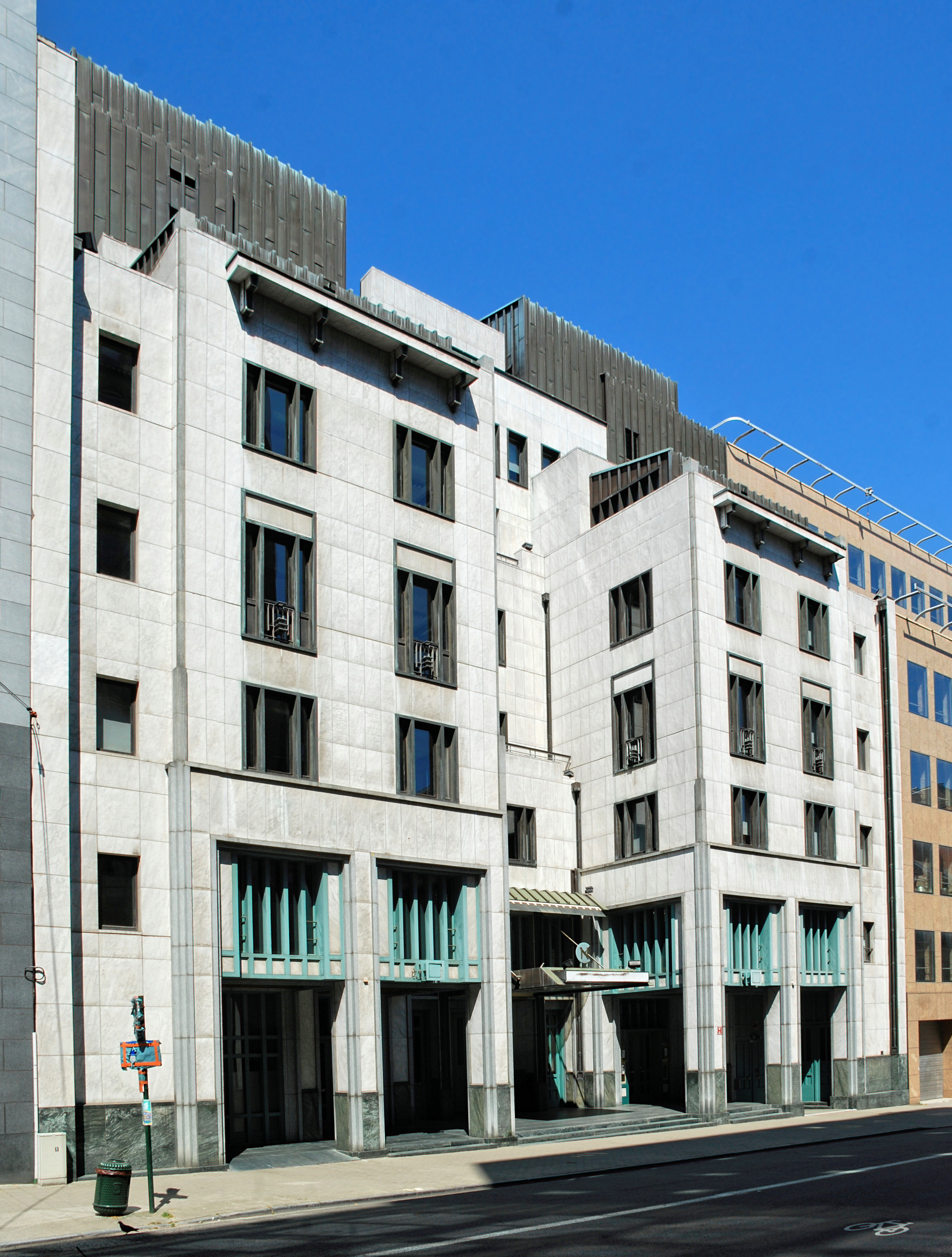
ABB (Group Planning, 1985).
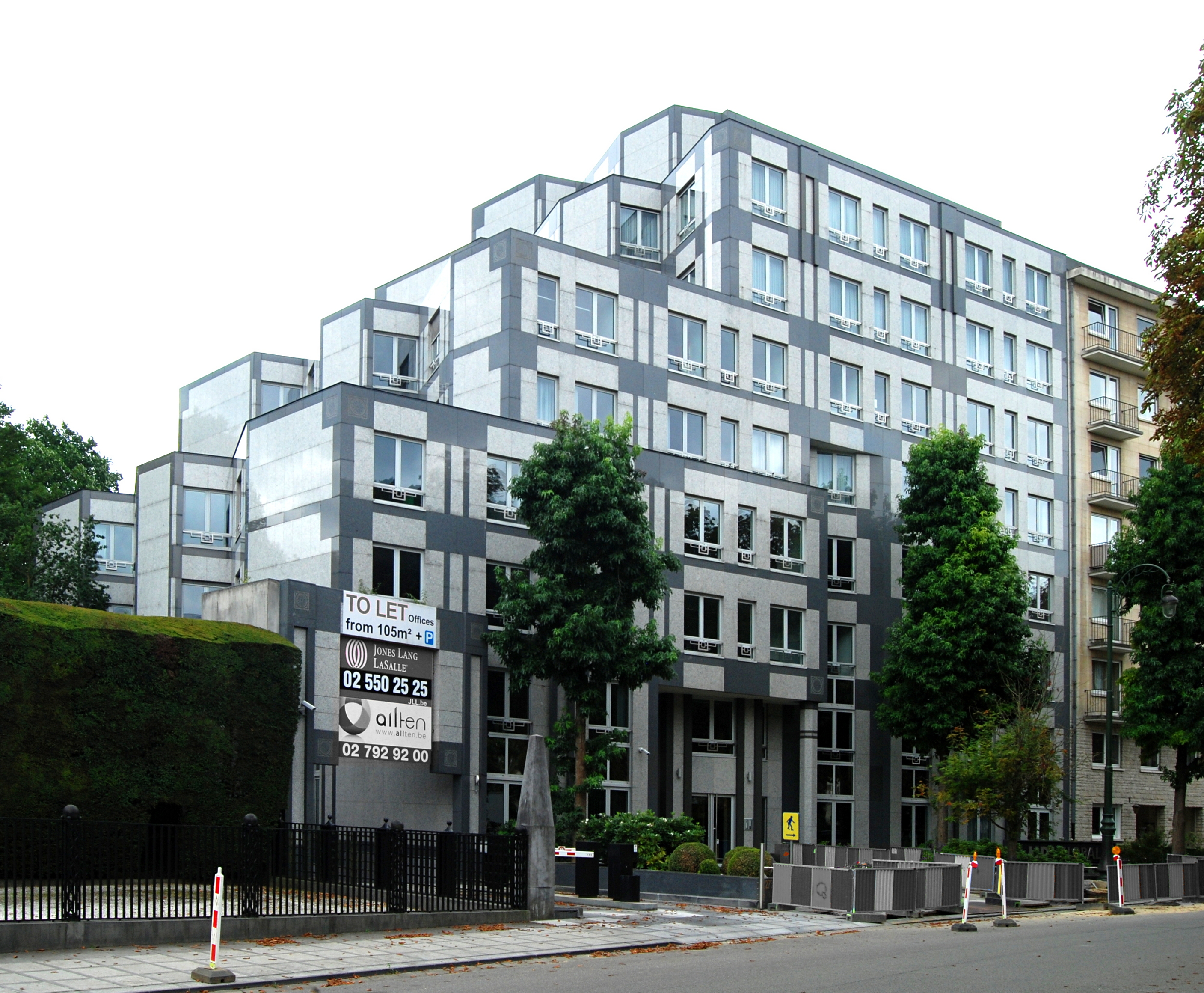
« Gerling Haus » (René Stapels, 1988).
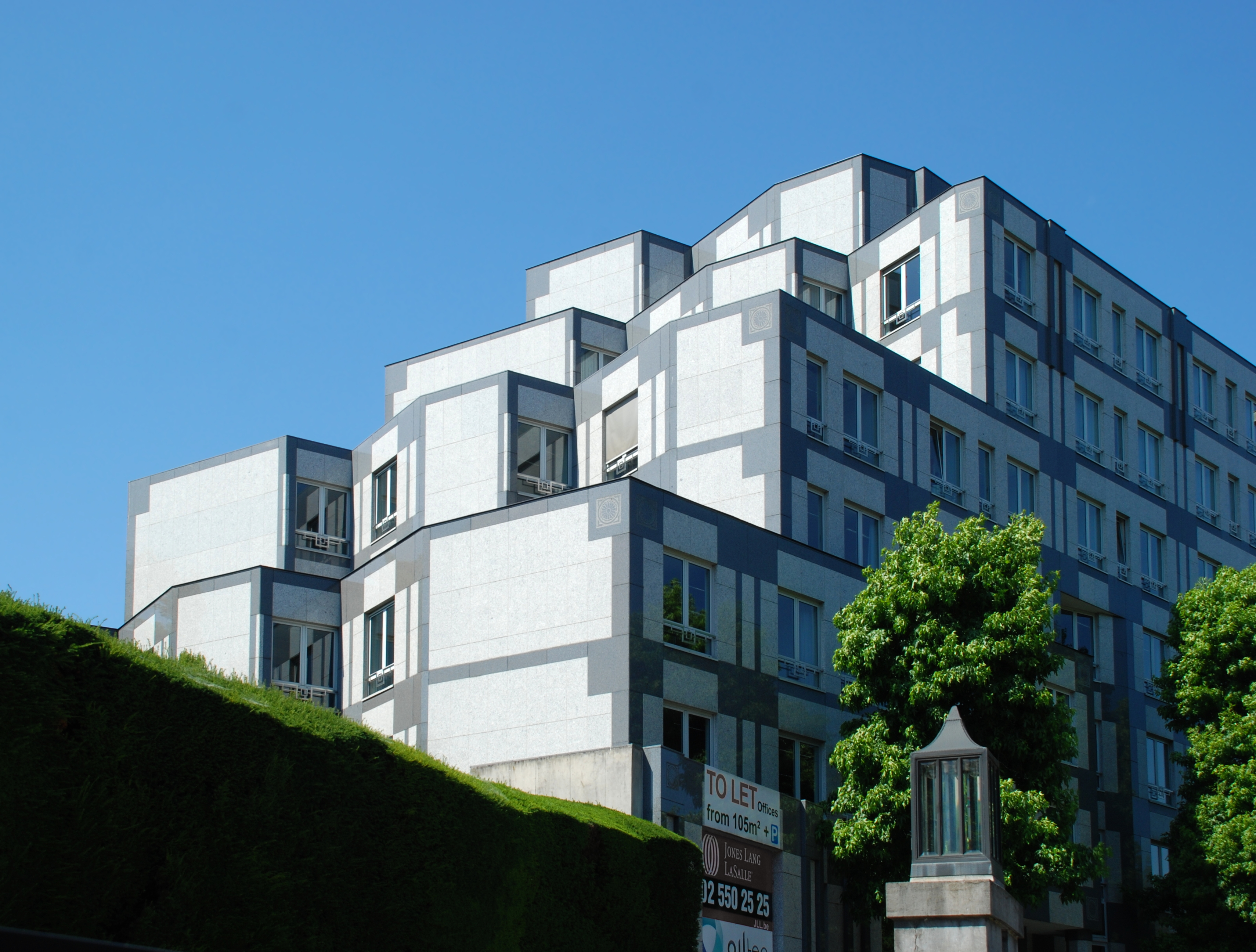
« Gerling Haus » détail.
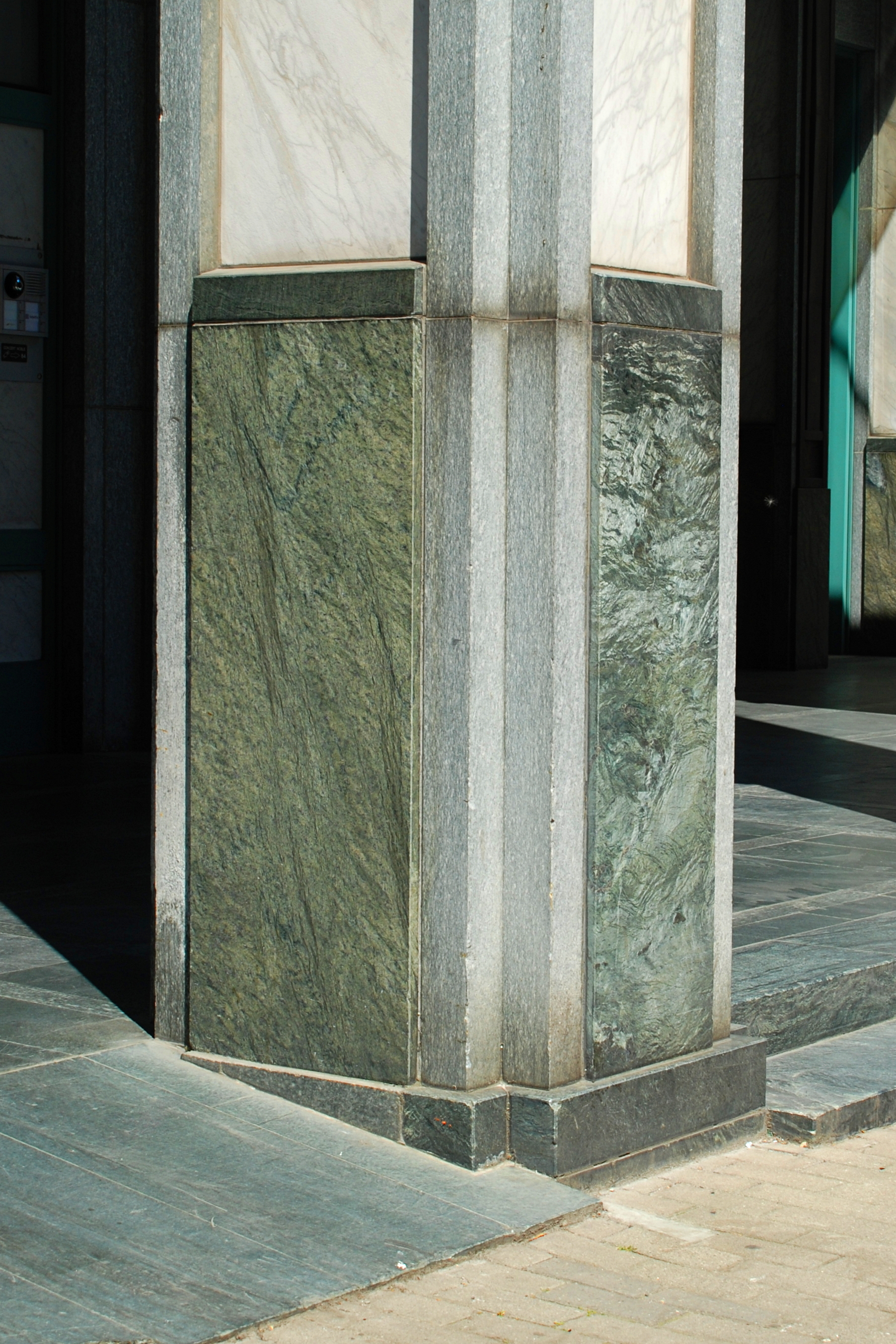
ABB (détail).

### Postmodernisme d'inspiration Art déco
L'esprit de l'Art déco marque certaines œuvres du CERAU (Electrabel, « Ardenne Atrium »), de Michel Jaspers (Tractebel, « Ariane », Hôtel Radisson SAS, Kredietbank, Ministère des Affaires étrangères) ainsi que la majorité des édifices dessinés par l'Atelier d'Art urbain.

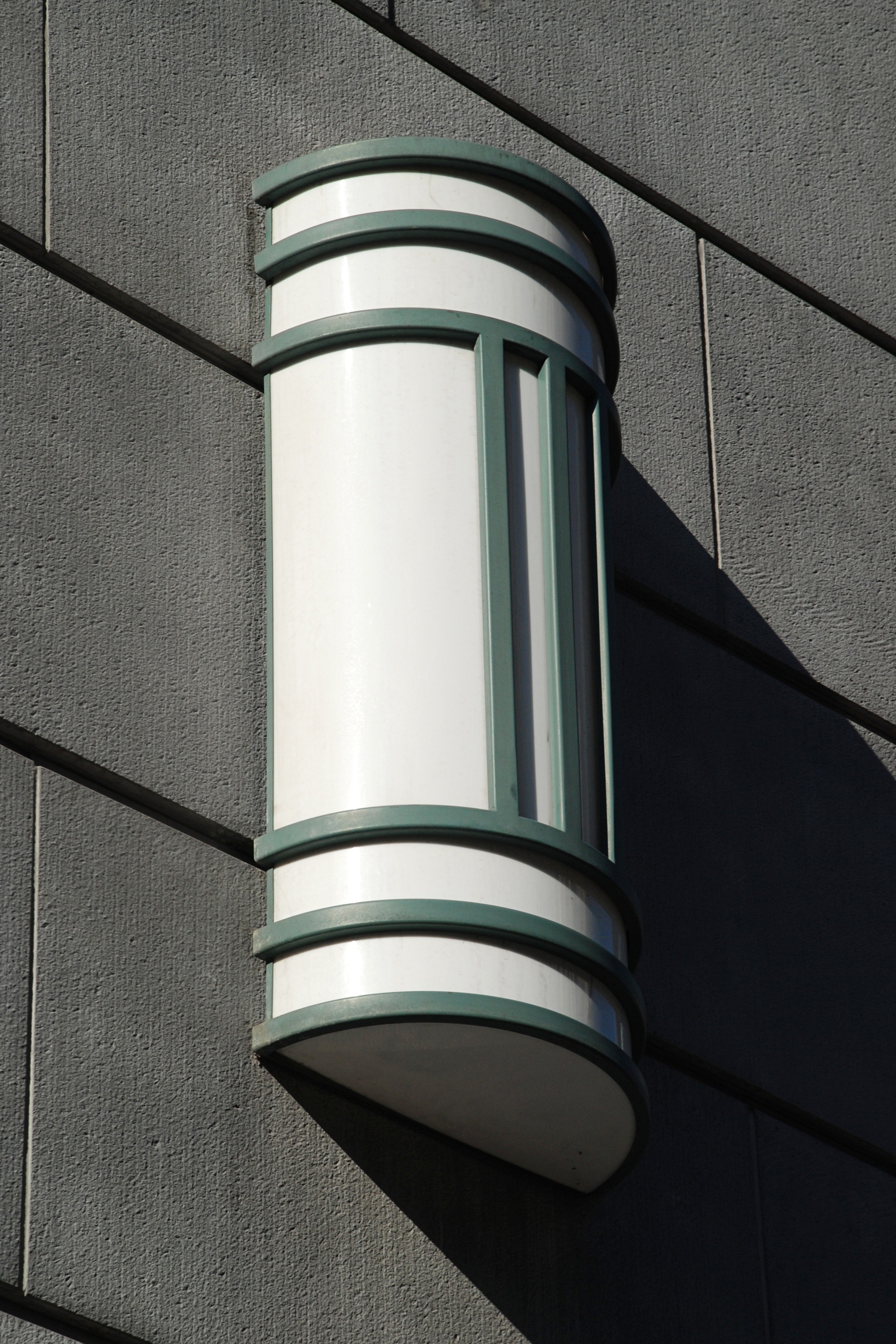
Hôtel Radisson SAS (Atelier d'Art urbain & Jaspers, 1990).
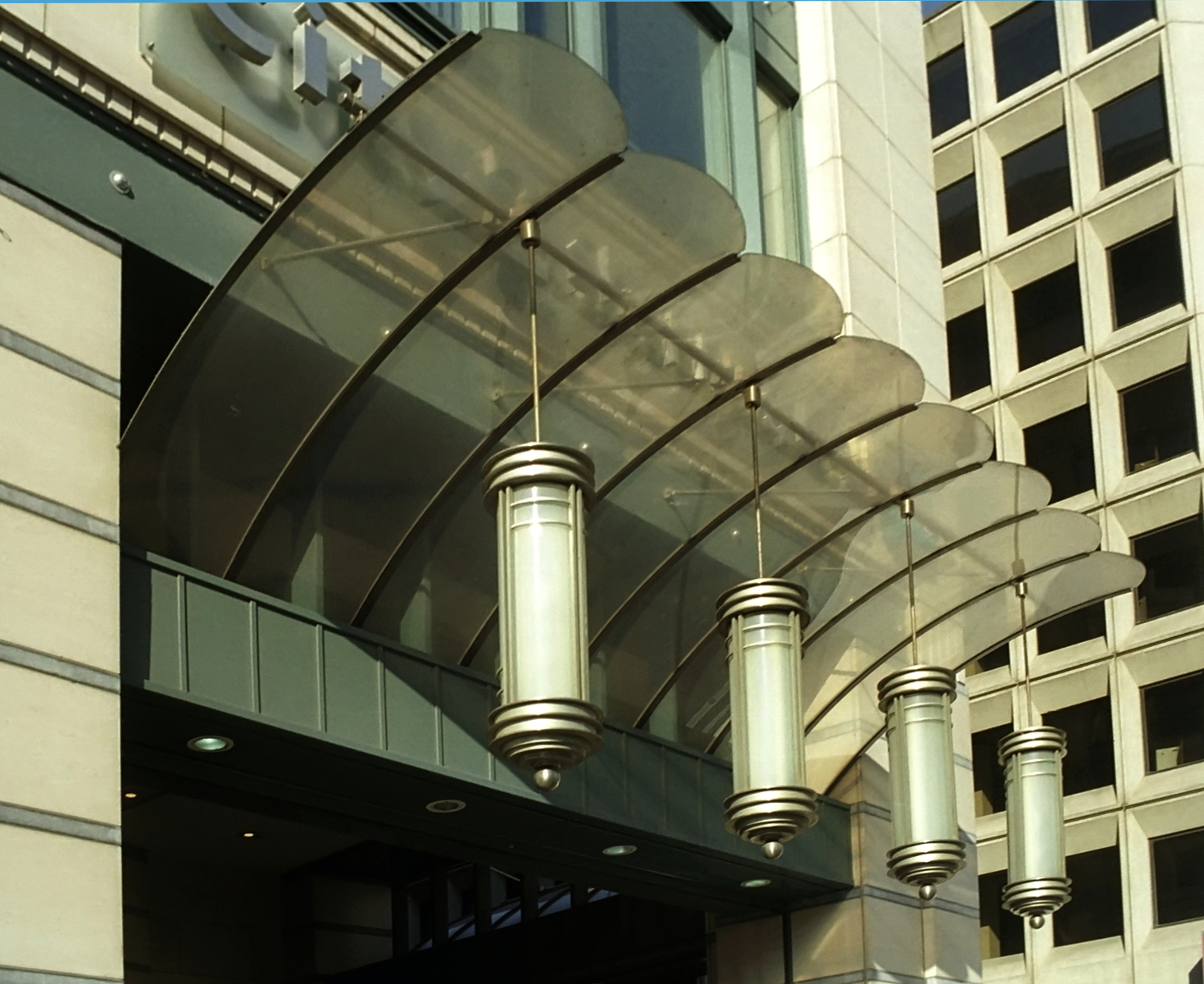
Centre commercial « City 2 » (Atelier d'Art urbain, 2000).
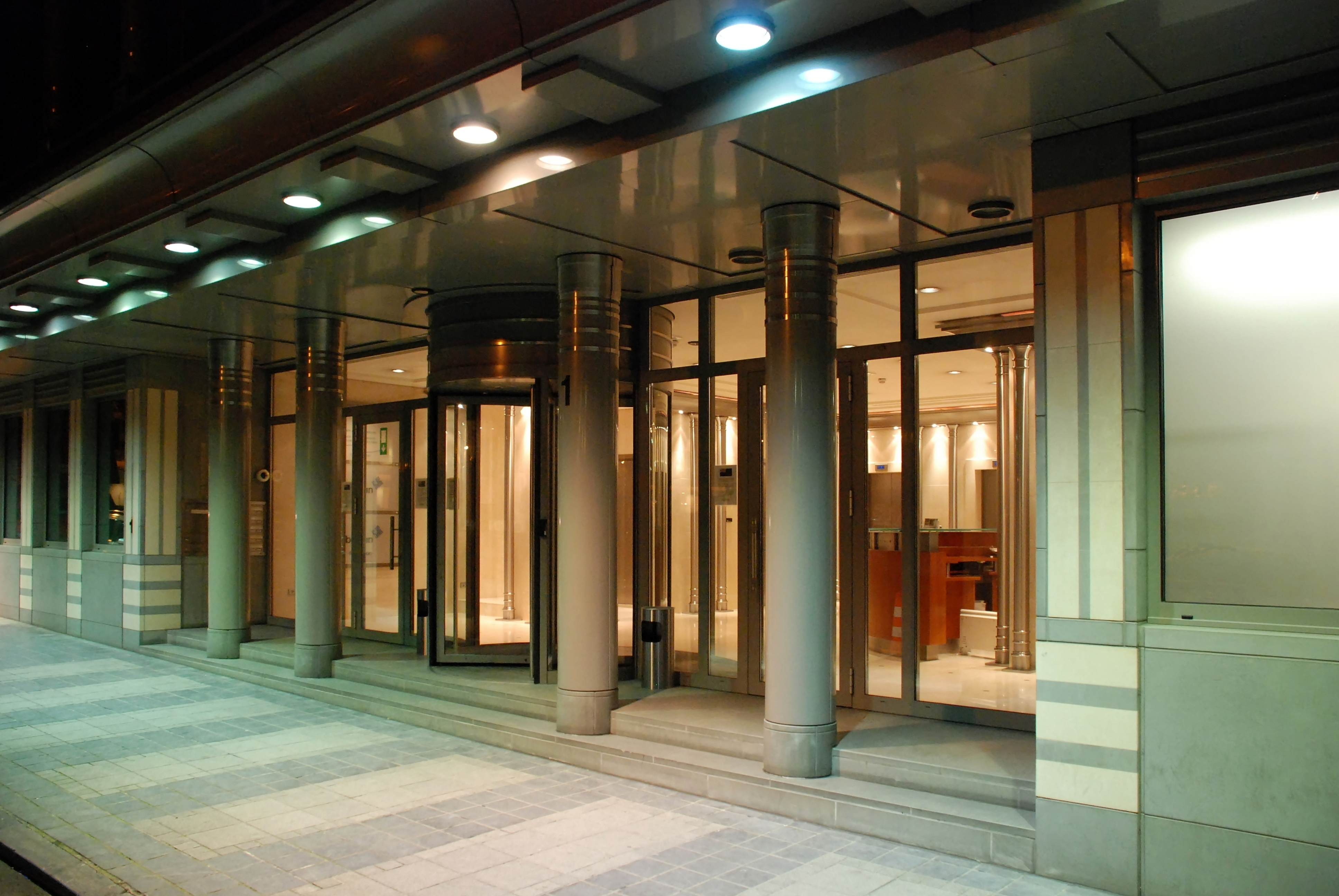
Immeuble Dexia, square de Meeus 1 (Atelier d'Art urbain, 2000).
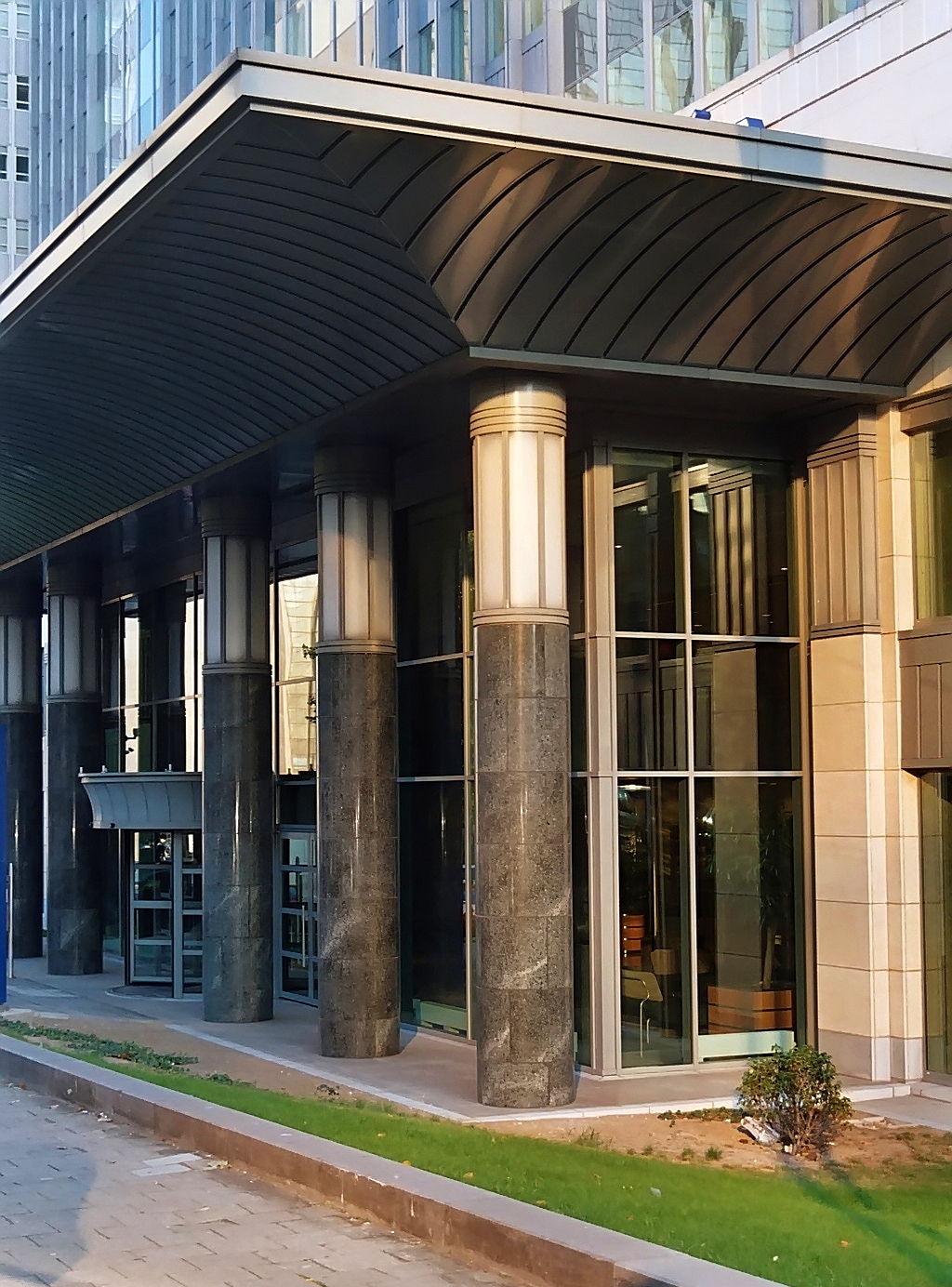
« Galilée Building » (Atelier d'Art urbain, 2001).

### Postmodernisme de tendance fonctionnaliste

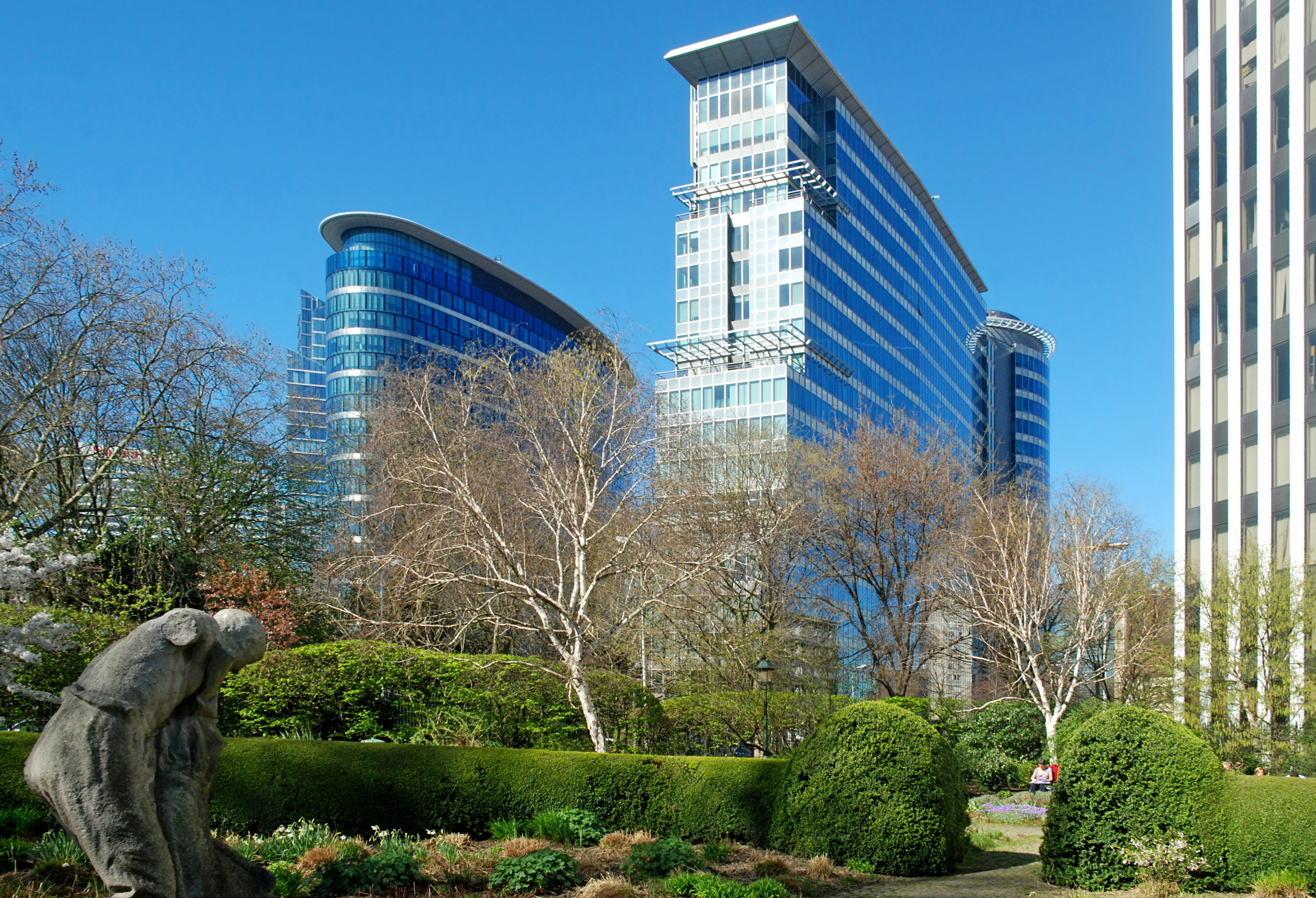
« Covent Garden » (réalisation postmoderne du Bureau Montois) et « Botanic Building » (immeuble fonctionnaliste construit par Henri Montois en 1965 et rénové en style postmoderne par l'Atelier d'architecture de Genval en 2004).

Les gratte-ciels (high-rise buildings) de l'époque postmoderne ne présentent quant à eux aucune ornementation néo-classique, Sécession ou Art déco, mais se présentent comme une version embellie des gratte-ciels typiques de l'architecture fonctionnaliste, utilisant le verre bleu de façon importante, parfois en combinaison avec la pierre (comme dans le cas de la Tour des Finances relookée par Jaspers).
Cette continuation du fonctionnalisme n'est pas en soi une contradiction si on garde à l'esprit que le postmodernisme entend rétablir la continuité avec les styles du passé : il serait paradoxal de rétablir cette continuité mais de nier le fonctionnalisme.
Ces gratte-ciels postmodernes résultent :
- soit de la rénovation d'une tour de style fonctionnaliste :

Tour du Midi, Tour des Finances, Tour Madou (rebaptisée « Madou Plaza Tower »), « Botanic Building », Tour AG (rebaptisée « Bastion Tower »)
- soit de la destruction d'une tour de style fonctionnaliste suivie d'une construction neuve :

Tour Rogier (ex-tour Dexia) sur le site du Centre international Rogier (ancienne « Tour Martini »), Central Plaza (site de l'ancienne tour de la Loterie Nationale)
- soit d'une construction neuve :

« North Galaxy Towers », « Covent Garden », « Ellipse building », « The One »
On ne manquera pas de souligner ici le rôle de précurseur de l'architecte fonctionnaliste Henri Montois qui annonce déjà les tours postmodernes en verre bleu avec l'immeuble « Louise / Claus » édifié en 1974 et la « Blue Tower » de l'avenue Louise (anciennement « tour S.A.I.F.I. ») réalisée en 1976, soit avant qu'André Jacqmain ne lance le postmodernisme en Belgique.

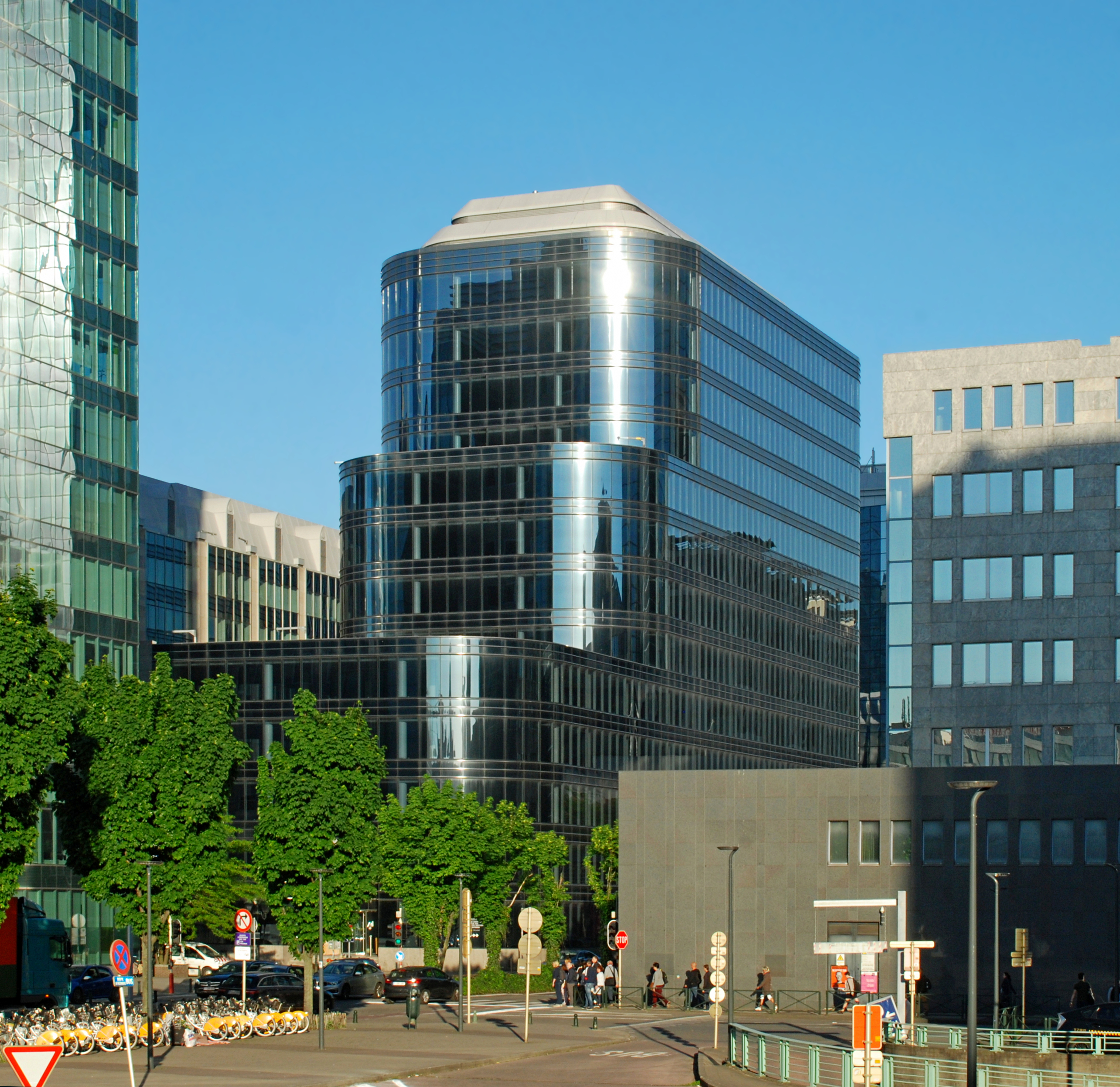
Phœnix Building.
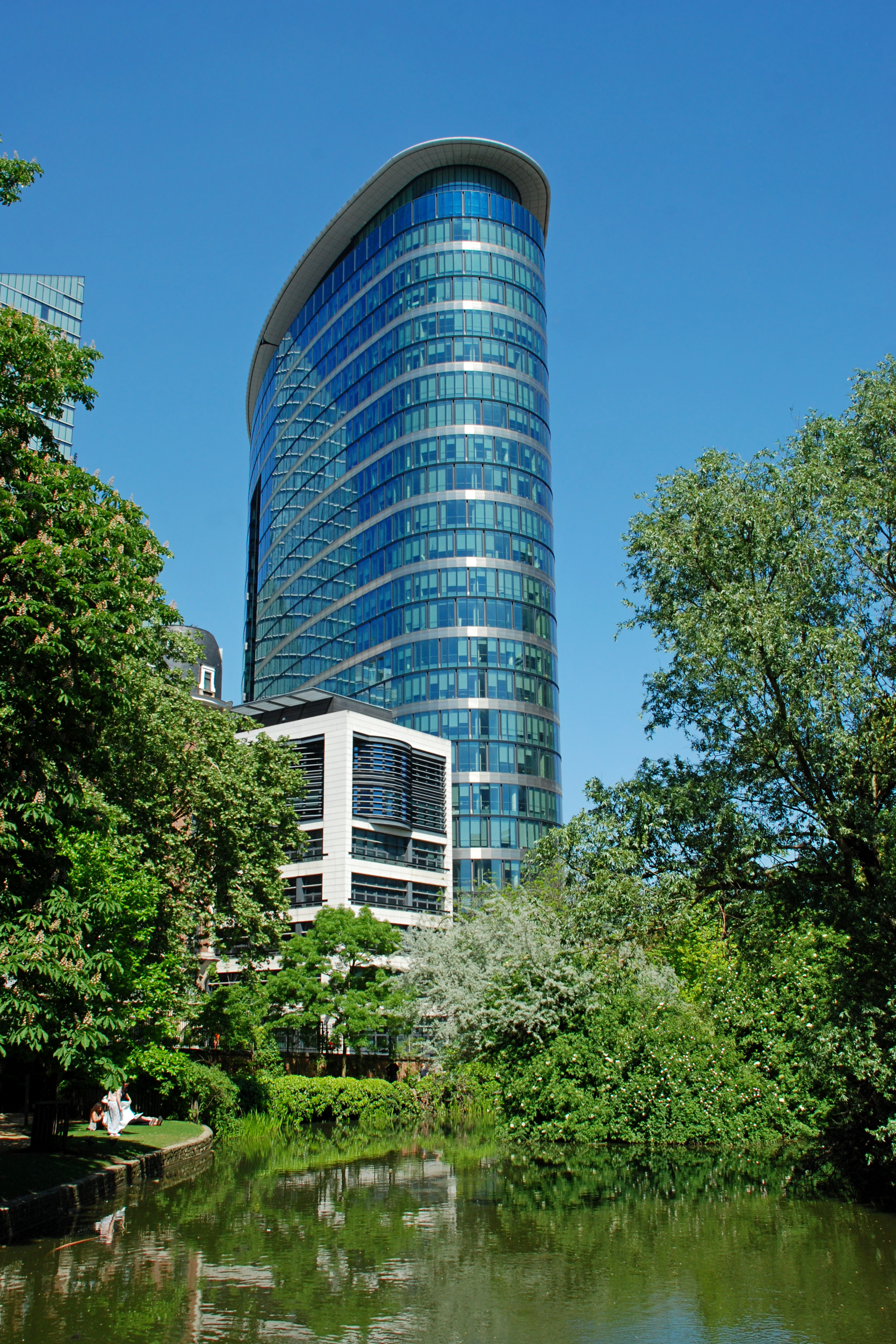
Covent Garden.
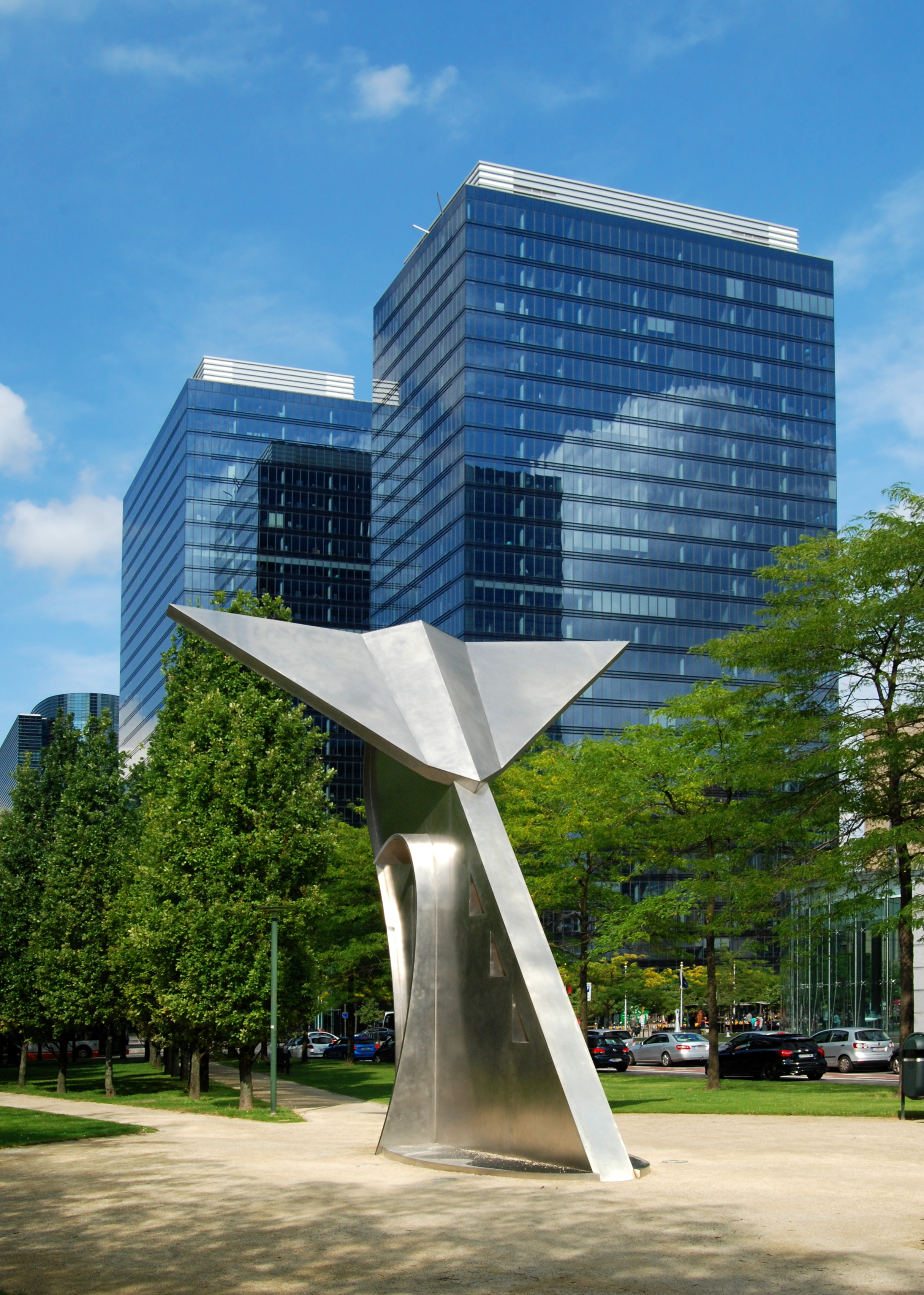
North Galaxy Towers.
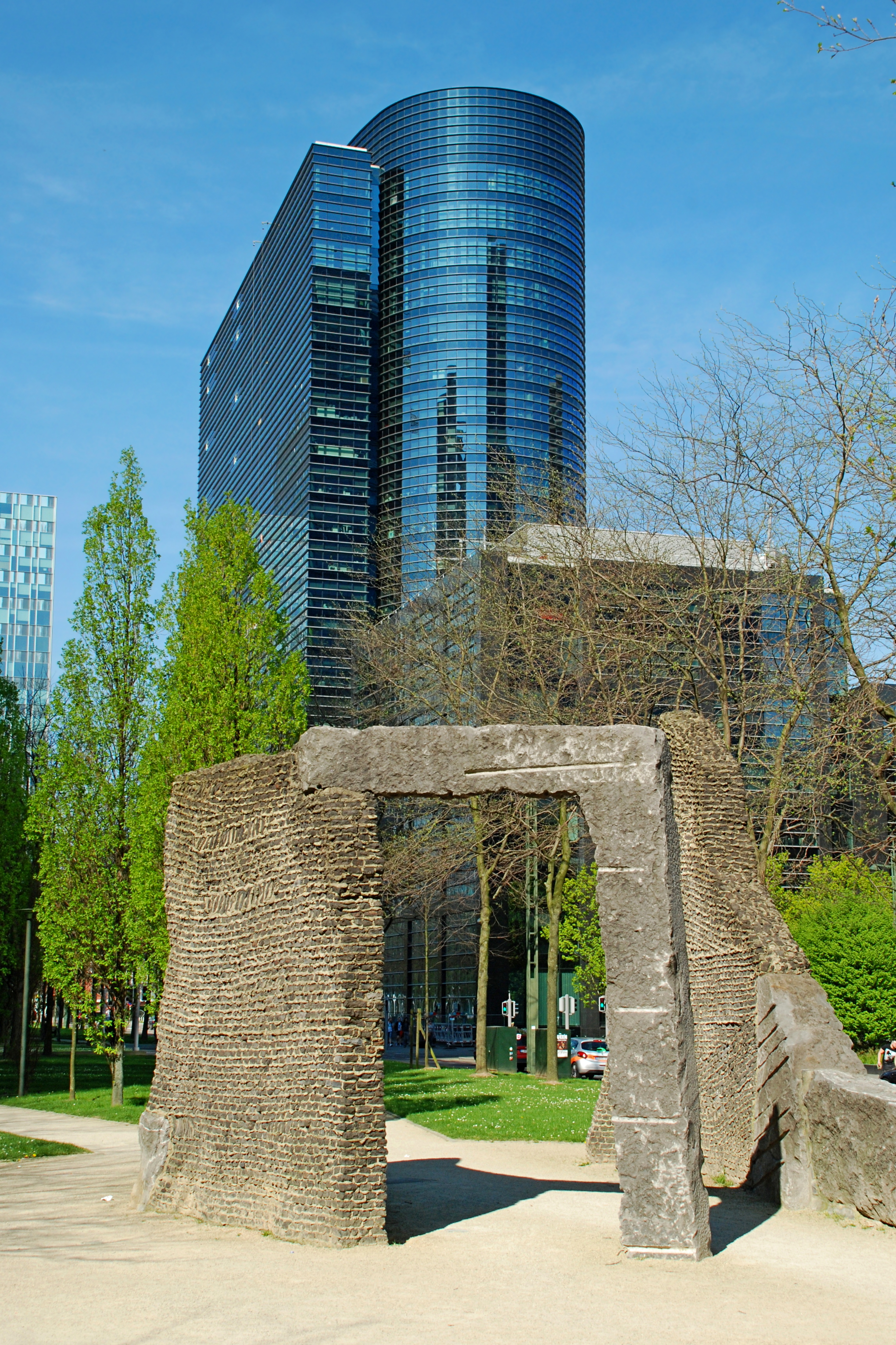
Ellipse building.
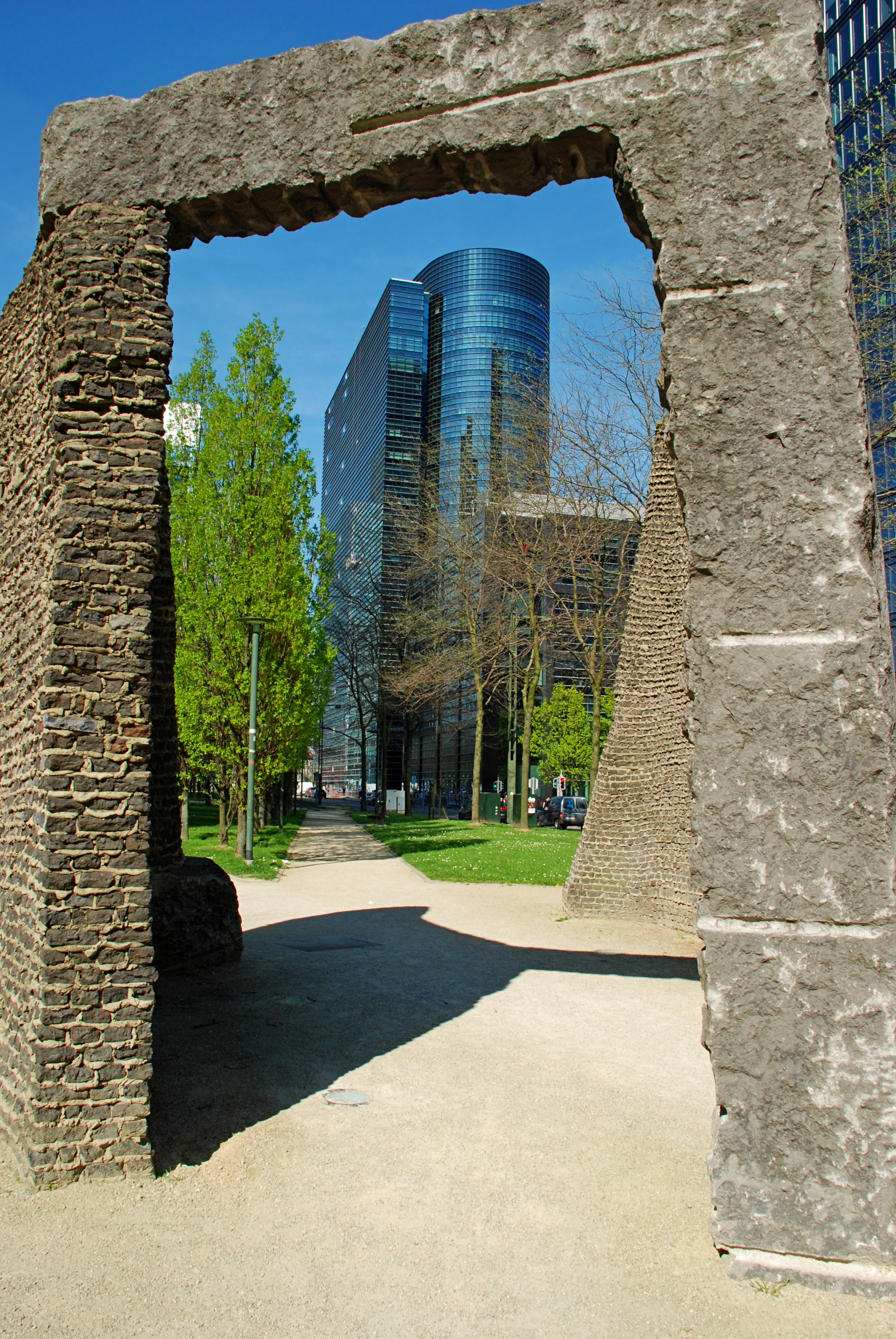
Ellipse building.
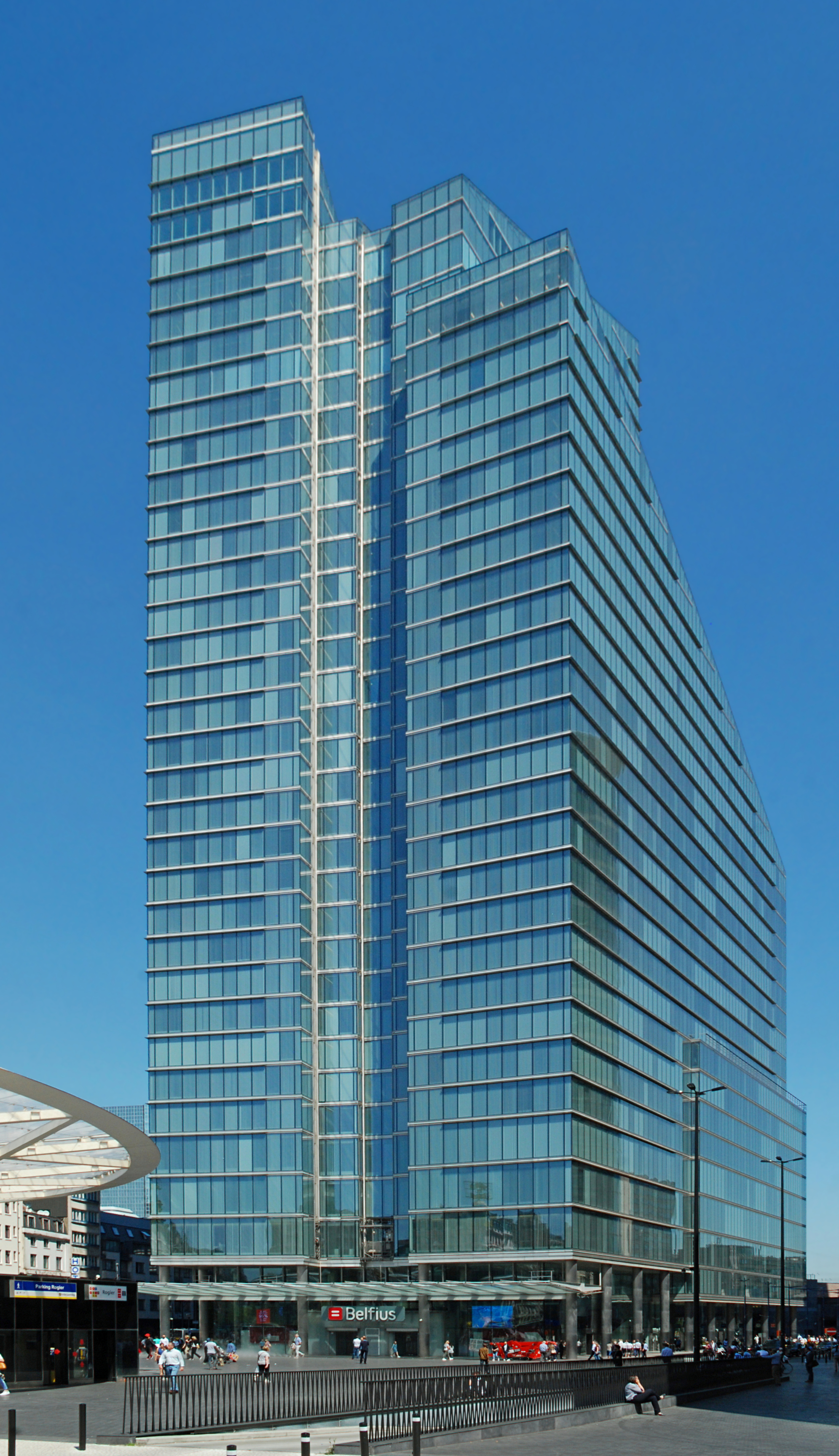
Tour Rogier.

## Architectes postmodernes

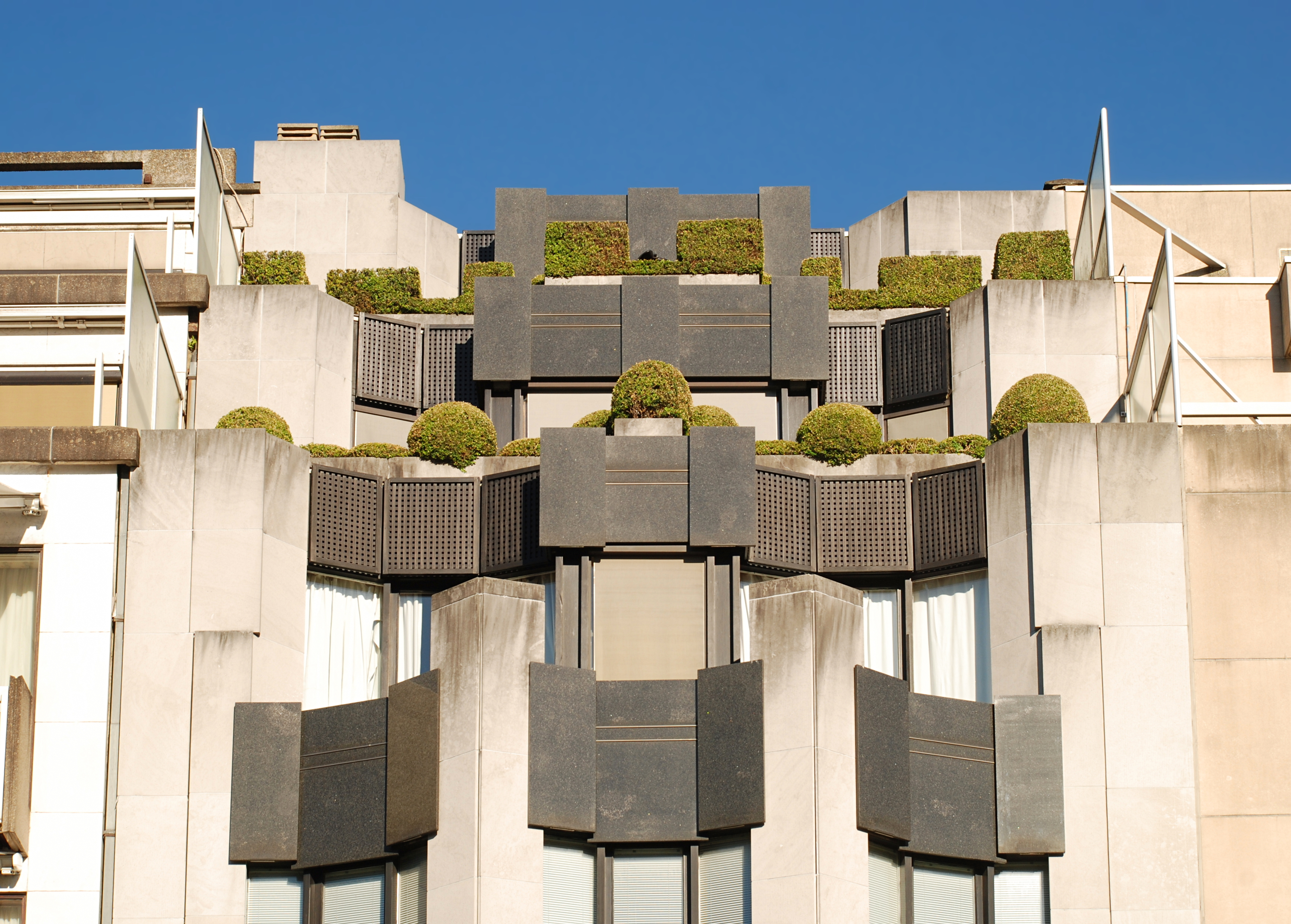
Immeuble à appartements de la rue de Belle-Vue (1977-1978).

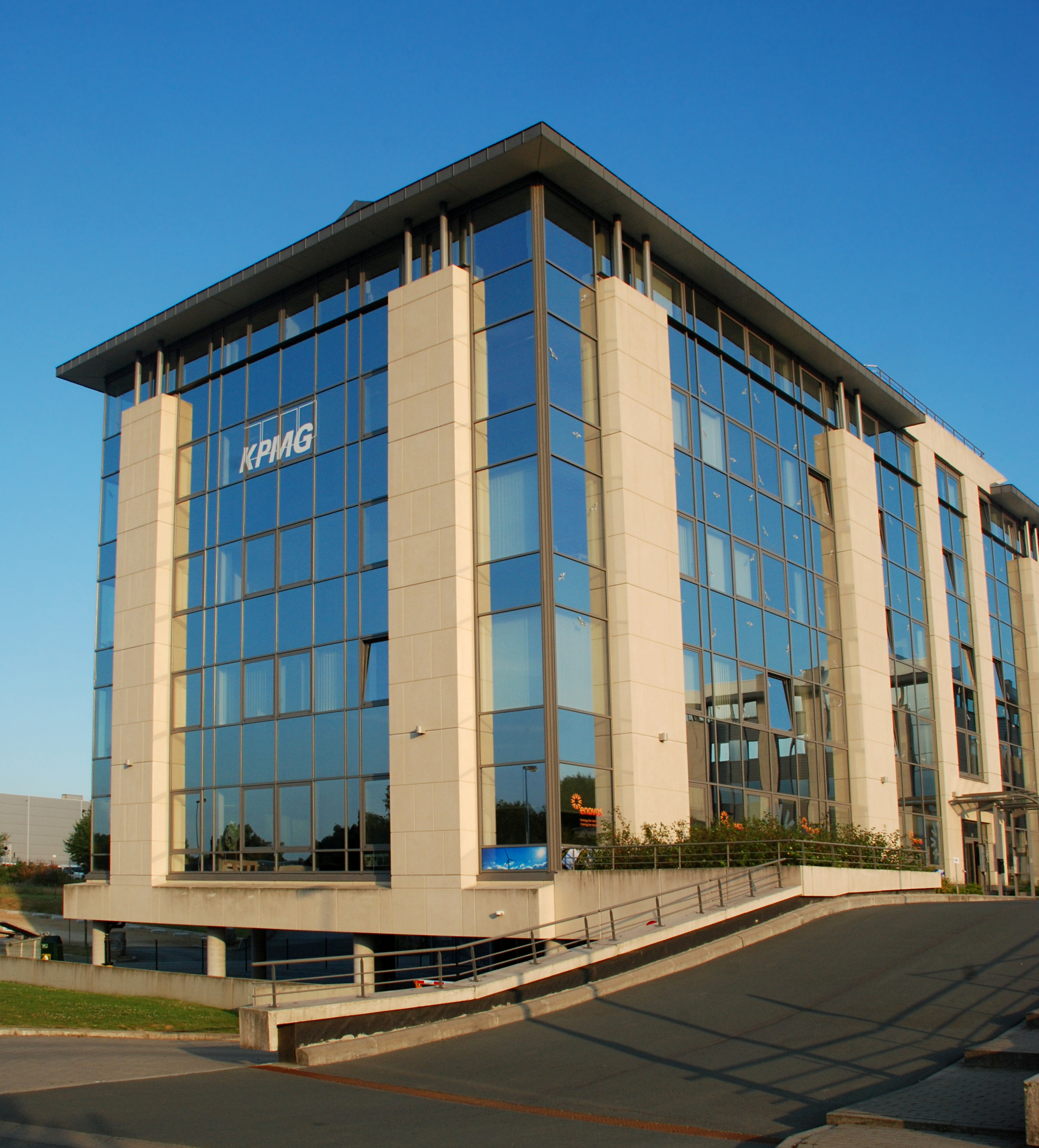
« Axis Parc »
(DSW Architects, 2000).

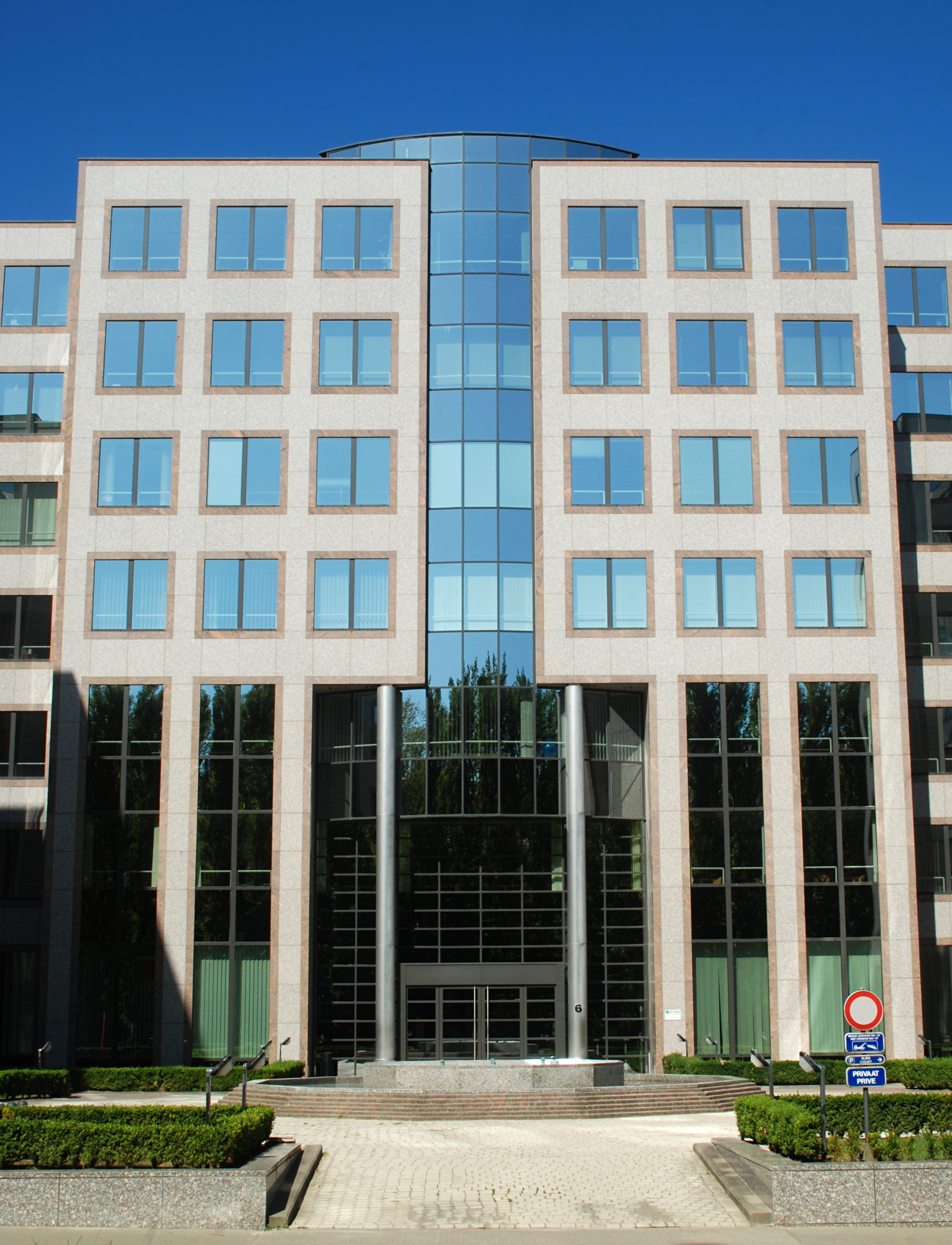
« Alma Court »
(Bureau CDG, 2001).

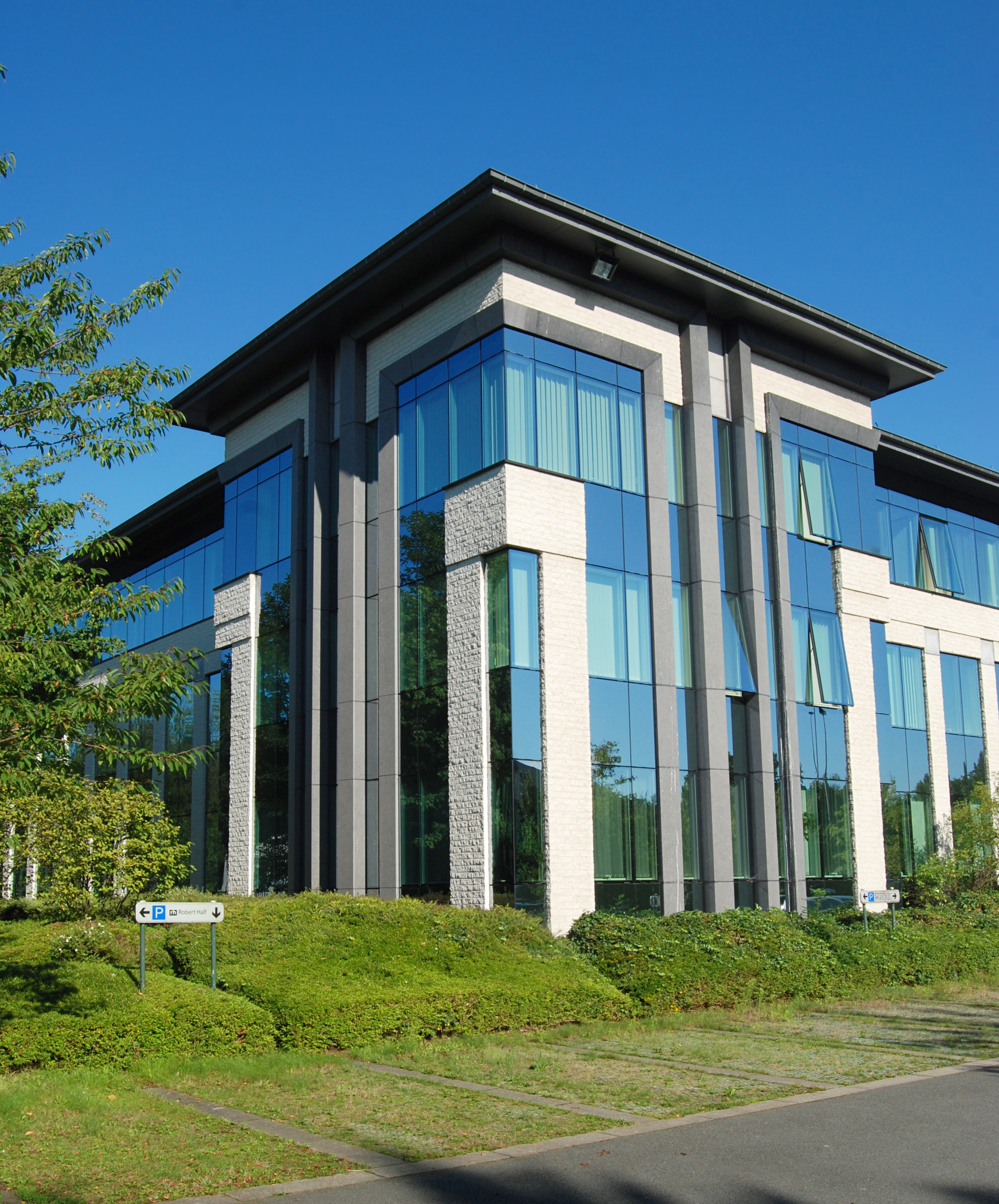
« Les Collines de Wavre »
(Group Sigma, 2002).

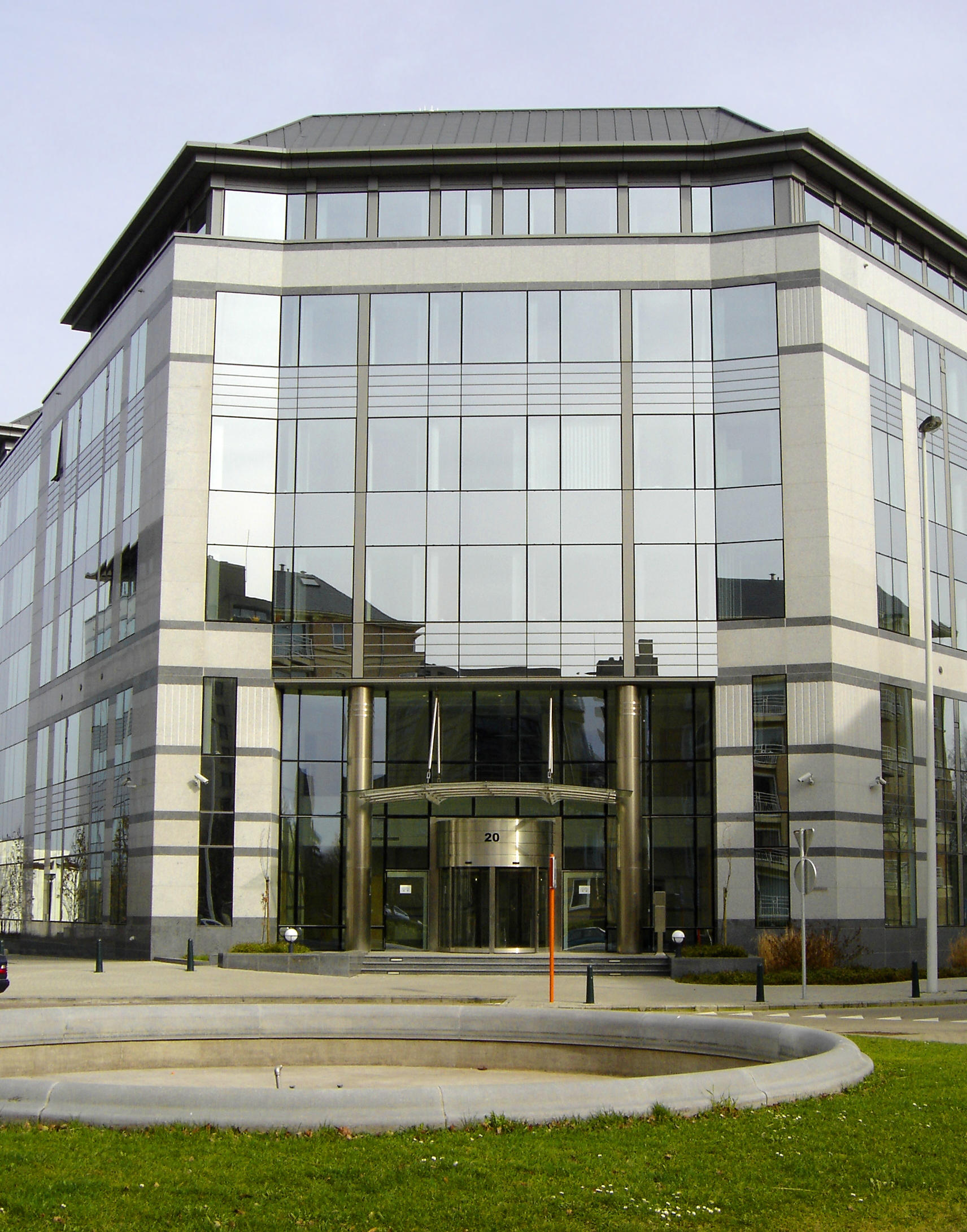
« Woluwe Heights »
(Altiplan et Marijnissen, 2003).

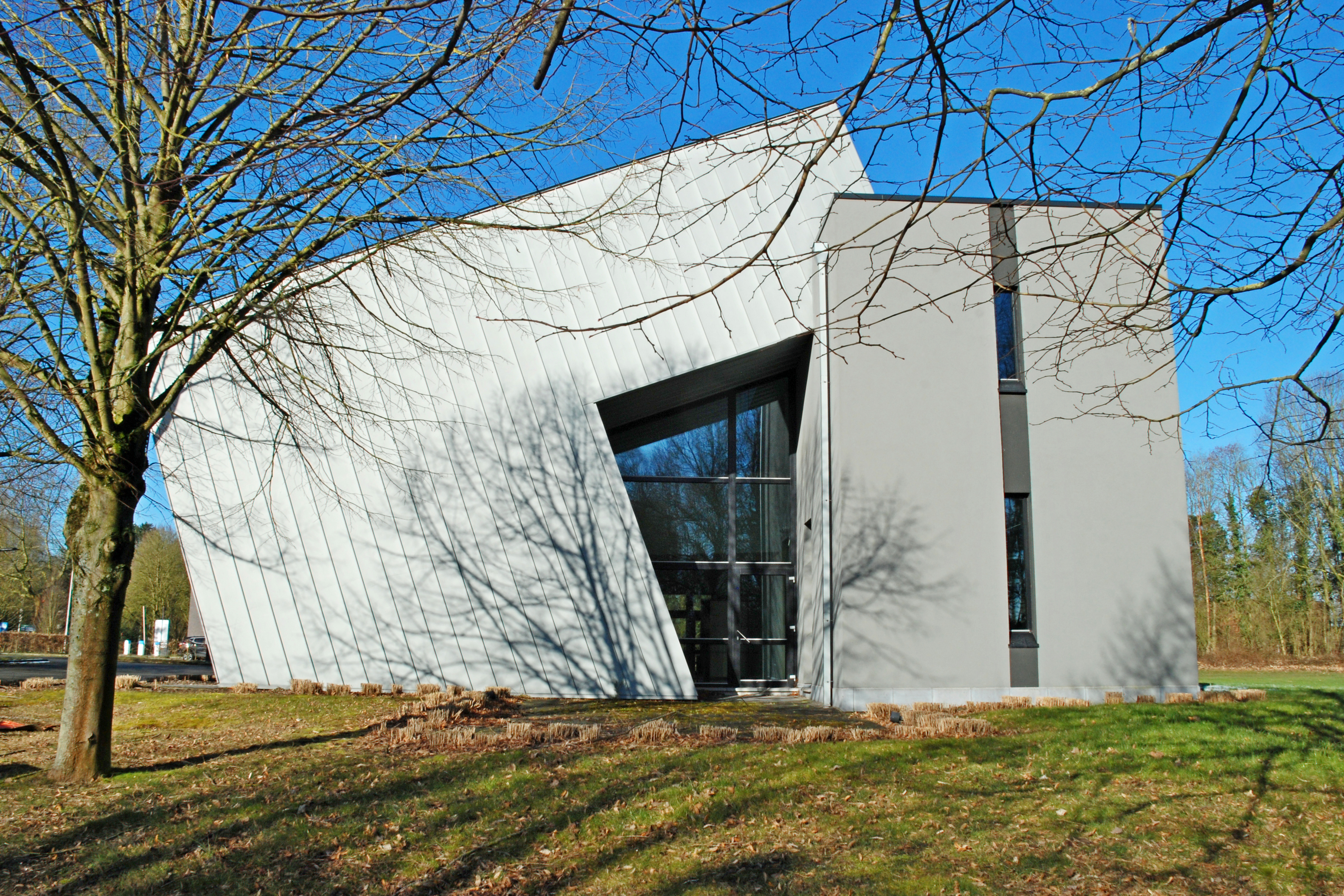
« Nivelinvest »
(Atelier DDV, 2011).

Voici la liste des architectes et bureaux d'architectes postmodernes actifs en Belgique, classés en fonction de la date du début de leur production postmoderne.
Nous ne donnons ici que quelques exemples et nous renvoyons aux articles détaillés pour les références.

### Architectes et bureaux d'architectes belges
- 1969 Atelier d'architecture de Genval[6],[7],[9],[13],[14],[15]

Siège de la Morgan Guaranty Trust Company of New York, « Stéphanie 1 », immeuble à appartements situé rue de Belle-Vue, « Stéphanie Square », « Marquis », Communauté française de Belgique, Espace Léopold (siège du Parlement européen, en association avec le CERAU et le Group T), « Tour Baudouin », Siège de l'Office Européen de Lutte Anti-Fraude (OLAF), « North Gate », nouvelle gare de Bruxelles-Luxembourg, « Botanic Building », « Sapphire », « Espace Meeus », « The Capital »
- 1983 Group Planning

Passerelle rue Belliard, compagnie d'assurances ABB, banque BACOB
- 1983 Victor Demeester

Villa, avenue Franklin Roosevelt 85, Bruxelles
- 1985 CDG[17]

« Bâtiment Justus Lipsius », « Alma Square », « Alma Court »
- 1985 Alphonse Hoppenbrouwers

EHSAL
- 1985 A. Nève et G. Vranckx

Immeuble T'Serclaes (rue Montagne aux Herbes Potagères, anciennement KBC, maintenant EHSAL)
- 1985-1986 Bureau A2RC et URBAT[15],[18],[19]

Rénovation du Théâtre de la Monnaie (parties hautes rénovées en style postmoderne), « Gateway » (siège de Deloitte, avec Jaspers)
- 1986 Bureau d'architecture Henri Montois[15],[20],[21],[22],[23],[24],[25],[26],[27],[28],[29]

Résidence Dautzenberg, Citibank, siège de la compagnie CFE, « Régent 44 », Pfizer, « North Galaxy Towers » (avec Jaspers et Art & Build), « Covent Garden », « Ellipse building »
- 1986 Michel Marijnissen[15]

« Woluwe Gardens », « North Plaza » (avec Jaspers), « Triomphe III », Siège de l'Organisation Mondiale des Douanes (avec Jaspers), « Woluwe Heights » (avec Altiplan)
- 1987 CERAU[30],[15],[31],[32]

Espace Léopold (siège du Parlement européen, en association avec l'Atelier d'architecture de Genval et le Group T), siège d'Electrabel (immeuble Regent II), nouvelle gare de Bruxelles-Luxembourg, « Ardenne Atrium » (immeuble à usage de bureaux pour le Parlement Européen, situé contre le bâtiment Altiero Spinelli), « Plaine 9 », « Plaine 11 », « Trône-Idalie », Waterloo Office Park, « Zenith Building »
- 1987 René Stapels (architecte venu du fonctionnalisme)

« Chien Vert » (avenue de Tervuren 300, démonté en 2017), « Gerling Haus », immeuble Bull, « Astronomie »
- 1988 Bureau d'architectes ASSAR[15],[33],[34]

« Goemaere », Place communale d'Auderghem (postmodernisme de style néo-classique), « Schuman 3 », « Madou Plaza » (rénovation de la Tour Madou), nouveau QG de l'OTAN (avec Skidmore, Owings and Merrill), Tours Möbius
- 1988 Michel Jaspers[15],[35],[36],[37],[38],[39],[40],[41],[11],[19],[26]

Tractebel, « Ariane », « Noord Building » (1989), Hôtel Radisson SAS (avec l'Atelier d'Art urbain), Phœnix Building (1998), Siège de la Kredietbank, Ministère des Affaires étrangères (« Egmont I » et « Egmont II »), « Graaf de Ferraris », « Hendrik Conscience », « Extensa Square », Organisation Mondiale des Douanes, Casterman, « Boreal » (Proximus), « North Galaxy Towers » (avec Montois et Art & Build), Tour Rogier, Lex, rénovation de la Tour du Midi, rénovation de la tour des Finances, « Gateway » (siège de Deloitte, avec A2RC), Tours Quatuor
- 1989 Atelier d'Art urbain (AAU, devenu Vizzion Architects)[15],[42]

Hôtel Radisson SAS  (avec Michel Jaspers), représentation de la France auprès de l'Union européenne, Kredietbank (avec Michel Jaspers), Aménagement de l'entrée de l'Air Terminus de la Sabena, Zurich Assurances, Casterman (avec Michel Jaspers), rénovation du centre commercial « City 2 », « Dexia Meeus », « Galilée Building » (Dexia), Elia, Distrigaz, hôtel Radisson SAS EU Brussels, « Luxembourg 40 »
- 1990 Altiplan[15],[43],[44]

« Antares », « Artemis Square », « Woluwe Heights » (avec Marijnissen), « Tesoris », Rénovation de la « Tour Astro »
- 1991 DSW Architects

Siège de la société IBA à Louvain-la-Neuve, siège de la société Unilever à Forest, « CIP - Cluster Center » et « CIP - Silver House » à Zaventem, siège de Volvo à Berchem-Sainte-Agathe, « Axis Parc » et « Axis Parc Newtech » à Mont-Saint-Guibert, « New Tech Center » à Louvain-la-Neuve, « Nivaxis » à Nivelles
- 1993 Arte Polis[45]

Rénovation de la Tour AG (rebaptisée « Bastion Tower »), « Park Leopold - Cobepa », « Science Montoyer »
- 1994 Wolf et Conreur

« Office Park Rozendal » (Terhulpsesteenweg, contre la gare de Groenendael)
- 1995 Group Sigma Architecture[46],[47],[48],[49],[50],[51],[52]

Parc d'affaires « Les Collines de Wavre » et « Passerelle GSK » à Wavre, « Lion's Office » et « Baxter Parc de l'Alliance » à Braine l'Alleud, « Cercle du Lac » à Louvain-la-Neuve
- 2002 Art & Build[15],[53],[54],[55],[56],[57],[22],[23],[24],[26],[27],[28],[29],[58]

« North Galaxy Towers » (avec Jaspers et Montois), « Central Plaza » (avec Montois), « Covent Garden (avec Montois) », « Ellipse building » (avec Montois), « Black Pearl », « Docks Bruxsel »
- 2004 B2Ai[59],[60],[61],[62],[63],[64],[65]

« Accent Business parc » (Roulers), « Pogano » (Gand), « De Warande » (Wetteren), « Offices B8 » (Roulers), « The One » (Bruxelles)
- 2011 Atelier d'architecture DDV[66]

« Nivelinvest » (Louvain-la-Neuve)

Parcs de bureaux postmodernes en Brabant wallon
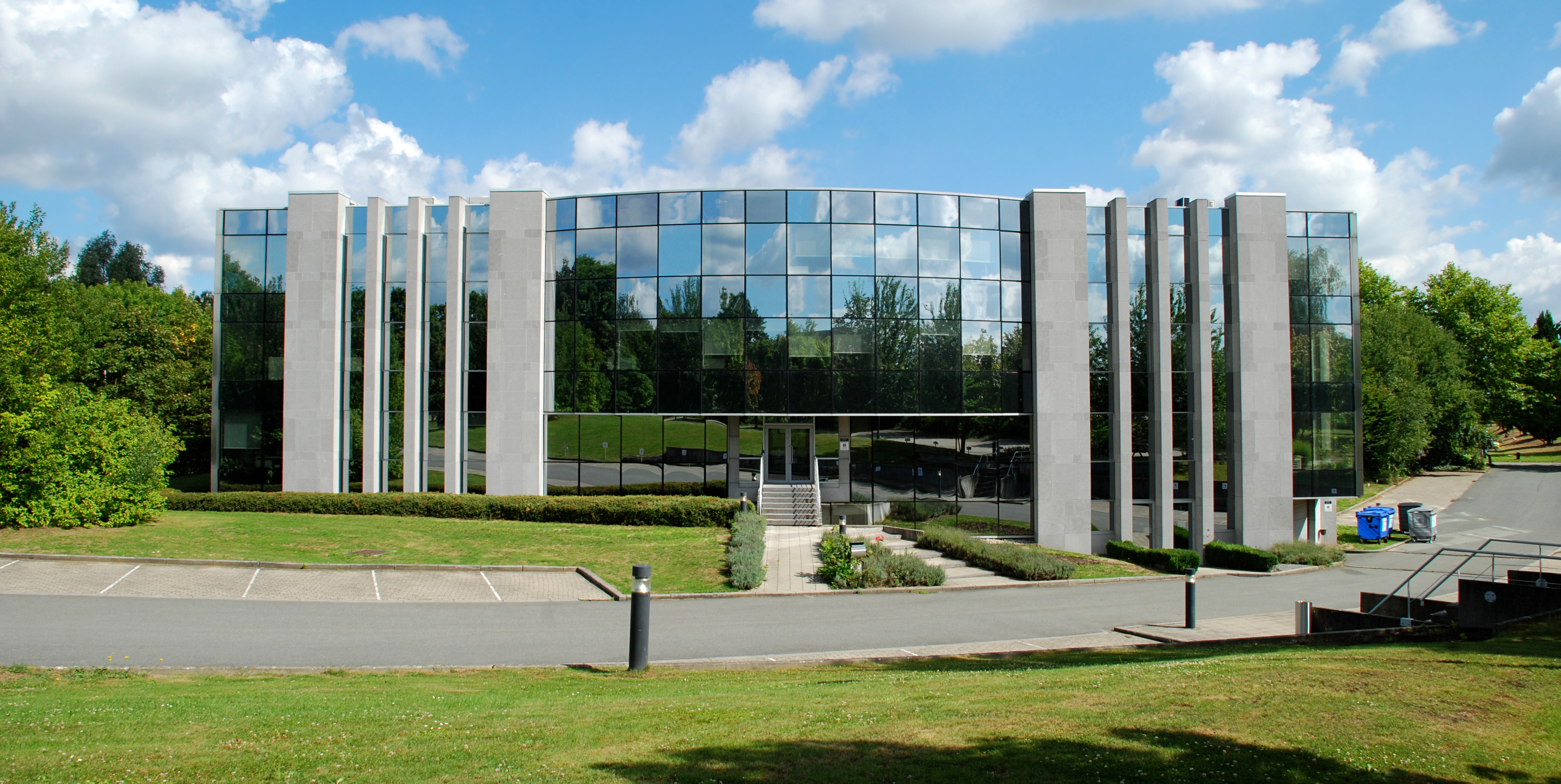
« New Tech Center » (DSW Architects 1999).
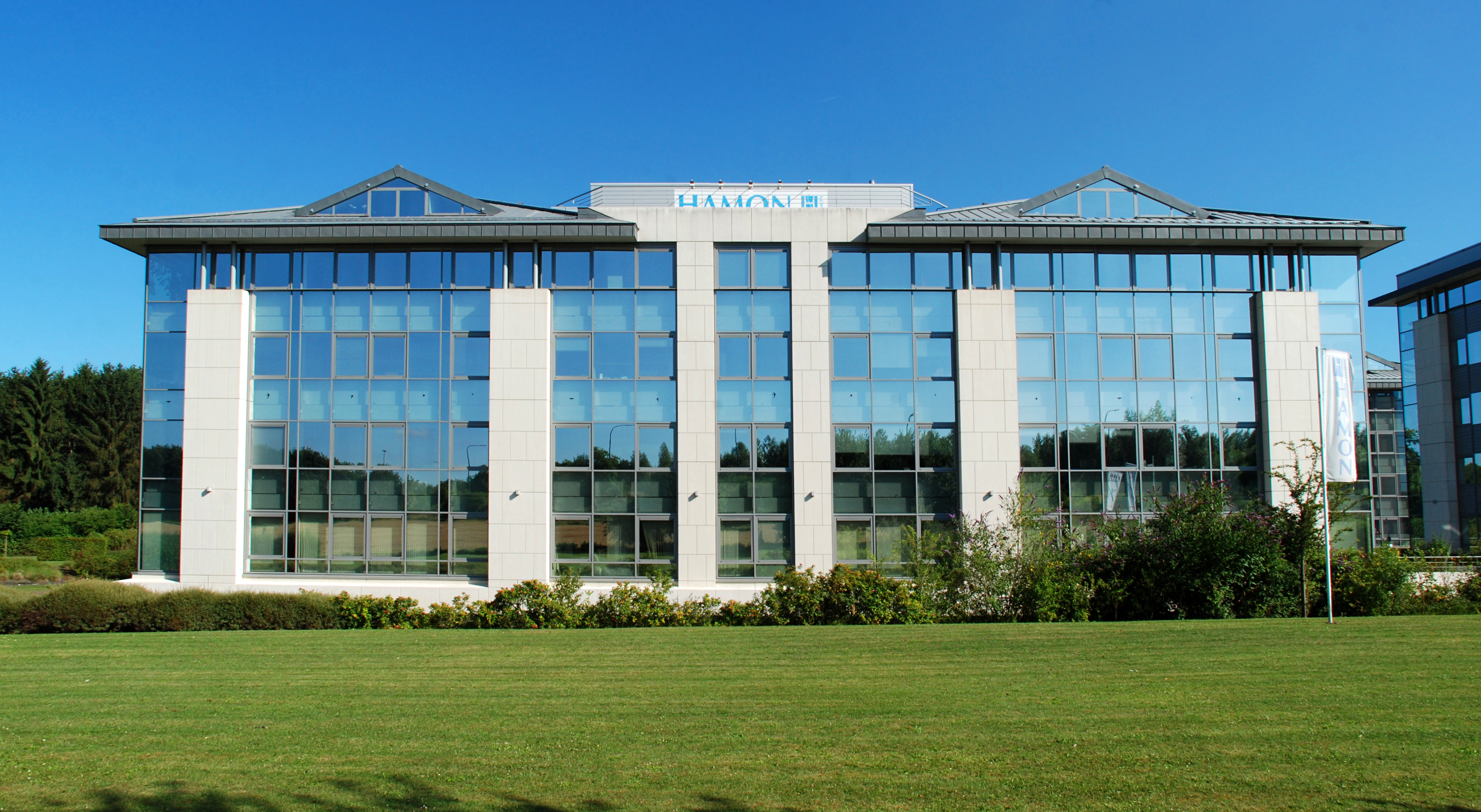
« Axis Parc » (DSW Architects 2000).
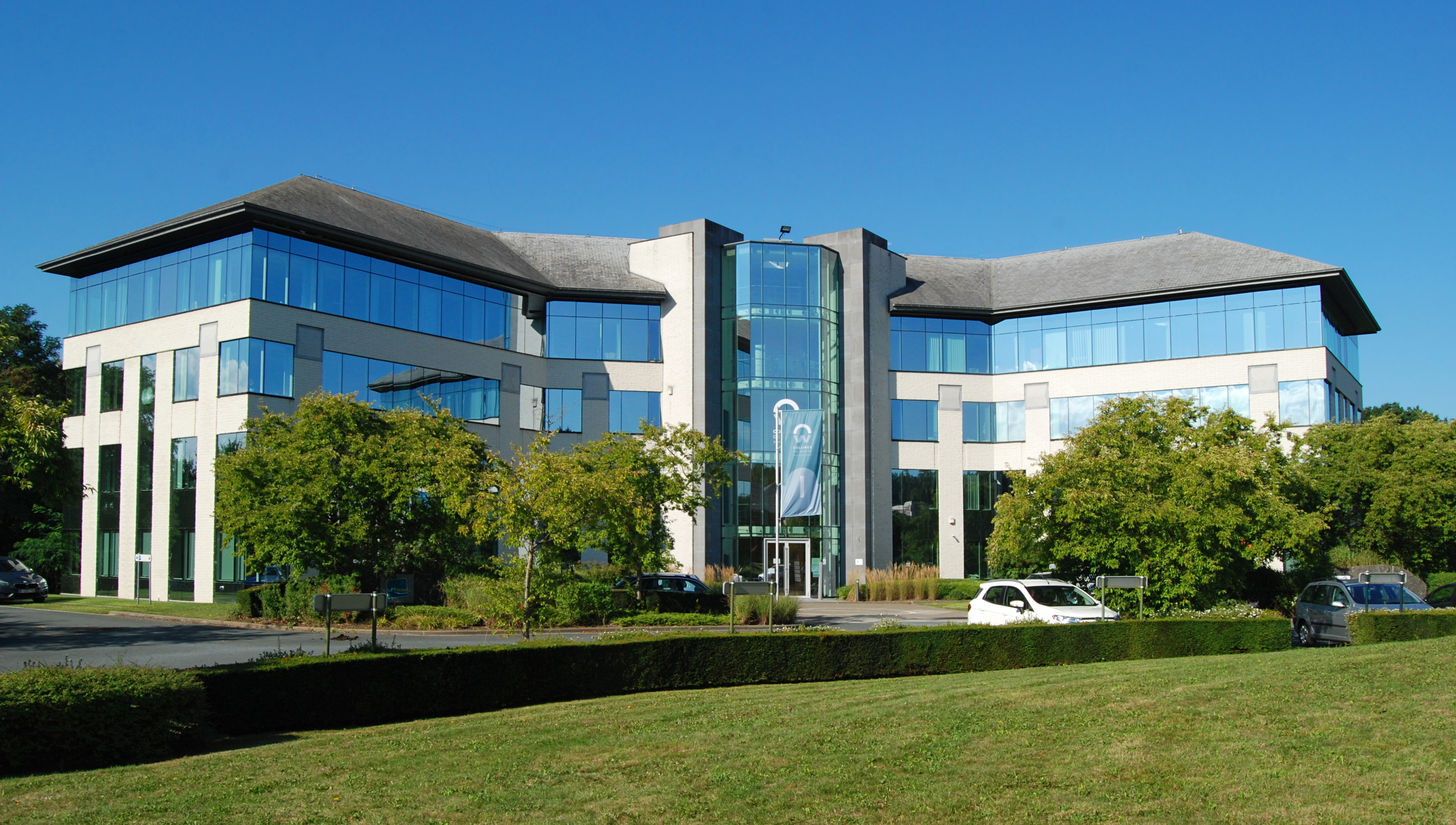
« Les Collines de Wavre » (Sigma 2002).

### Architectes étrangers actifs en Belgique
- 1989 Ricardo Bofill (architecte espagnol)

Siège de SWIFT (1989, La Hulpe)
- 1998 Helmut Jahn (architecte allemand basé à Chicago)

Rénovation du « Charlemagne » en 1998 (rue de la Loi 170, bâtiment occupé par la Commission européenne)
- 2012 Baumschlager Eberle

« Montagne du Parc », nouveau siège social de BNP Paribas Fortis, rues Montagne du Parc, Ravenstein et Baron Horta (concours en 2012-2014, démolition de l'ancien siège social en 2015-2017 qui était visible depuis le centre du parc de Bruxelles, fin de la construction prévue en 2021),,,

## Immeubles fonctionnalistes transformés à l'époque postmoderne

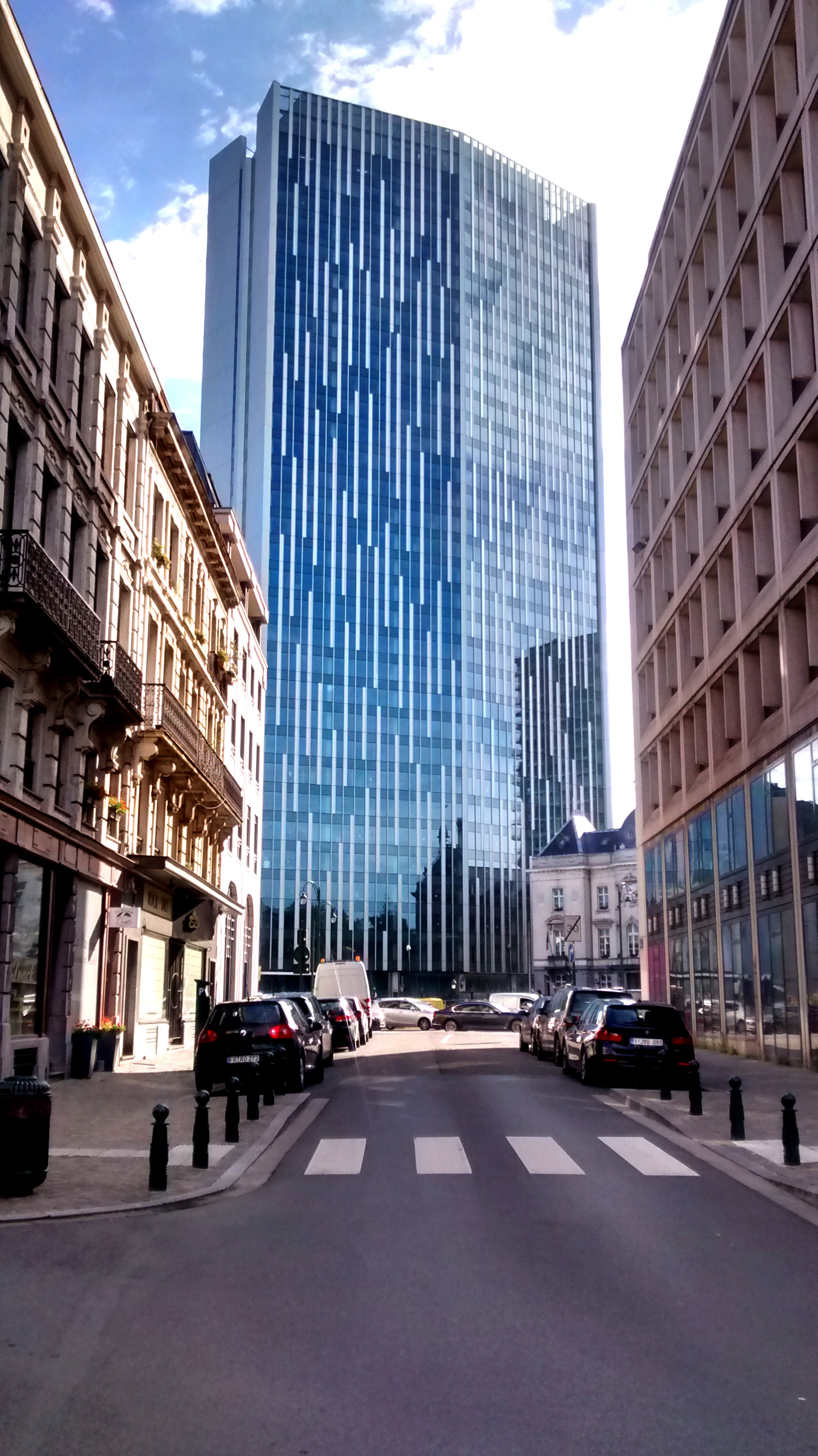
La « Tour Astro » rénovée.

Comme il a été dit plus haut, plusieurs immeubles fonctionnalistes ont été soit transformés en style postmoderne, soit démolis et reconstruits dans ce style.
L'immeuble « Régent 44 » (boulevard du Régent 44 à Bruxelles) est un excellent exemple de transformation en style postmoderne. L'immeuble initial (architecte P. Eenens, 1966) présentait une façade de béton et de verre d'un style fonctionnaliste d'une grande banalité. Le bureau d'architecture Henri Montois a habillé cette façade de verre bleu et de granit poli et l'a rythmée de pilastres d'ordre colossal décorés, à la base, de rudentures (cannelures) et, au sommet, d'ornements en métal évoquant des chapiteaux, réintroduisant ainsi :
- la référence aux styles du passé qui avait été abolie par le fonctionnalisme (pilastres, rudentures et chapiteaux hérités de l'architecture gréco-romaine) ;
- les ornements ;
- la pierre naturelle généralement bannie par l'architecture fonctionnaliste (si on excepte le siège de Glaverbel et l'hôtel Hilton) ;
- la beauté, résultant de la combinaison du verre bleu, du granit poli et des ornements.

Immeuble « Régent 44 » (Montois)
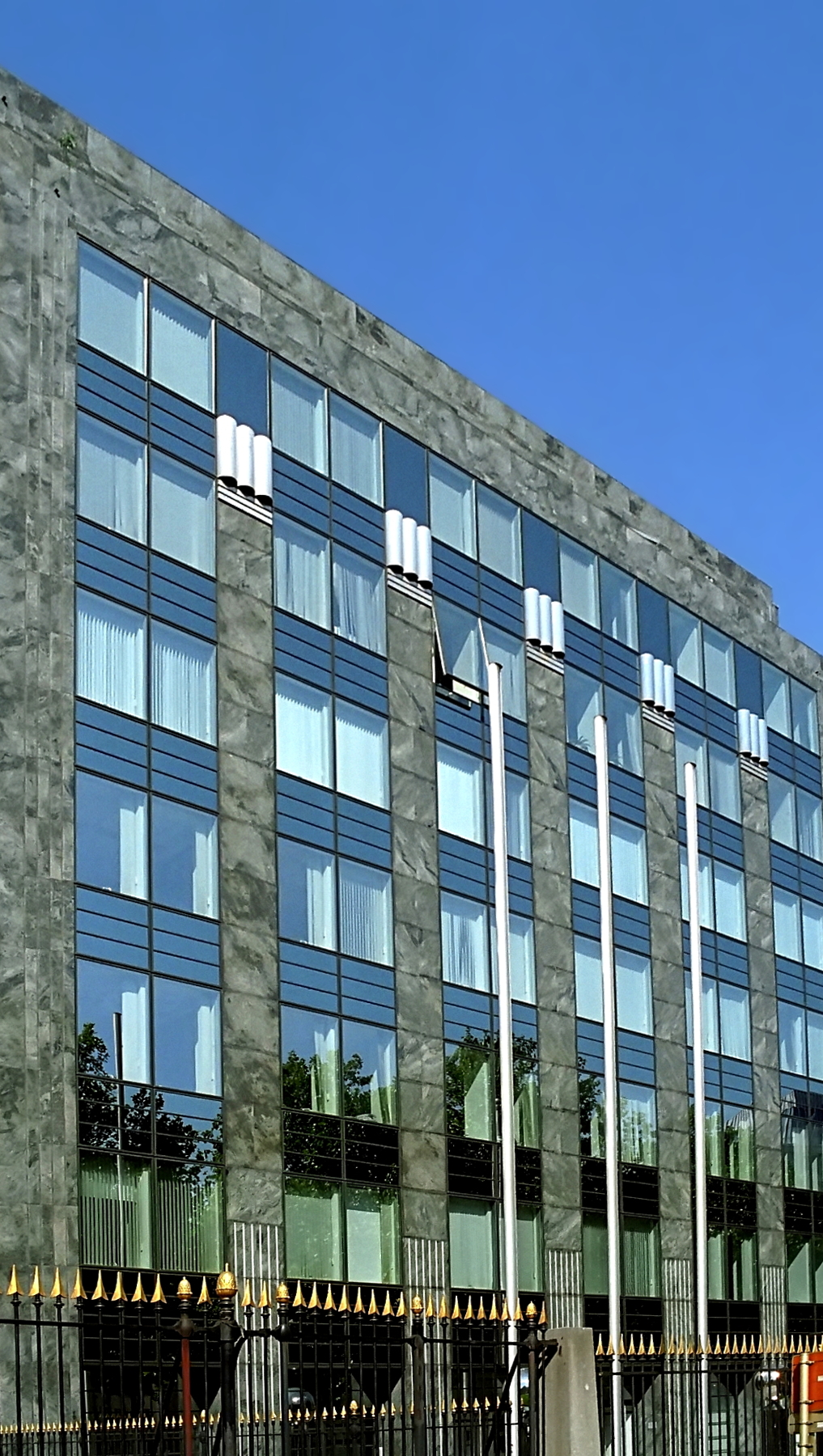
Pilastres et chapiteaux postmodernes.
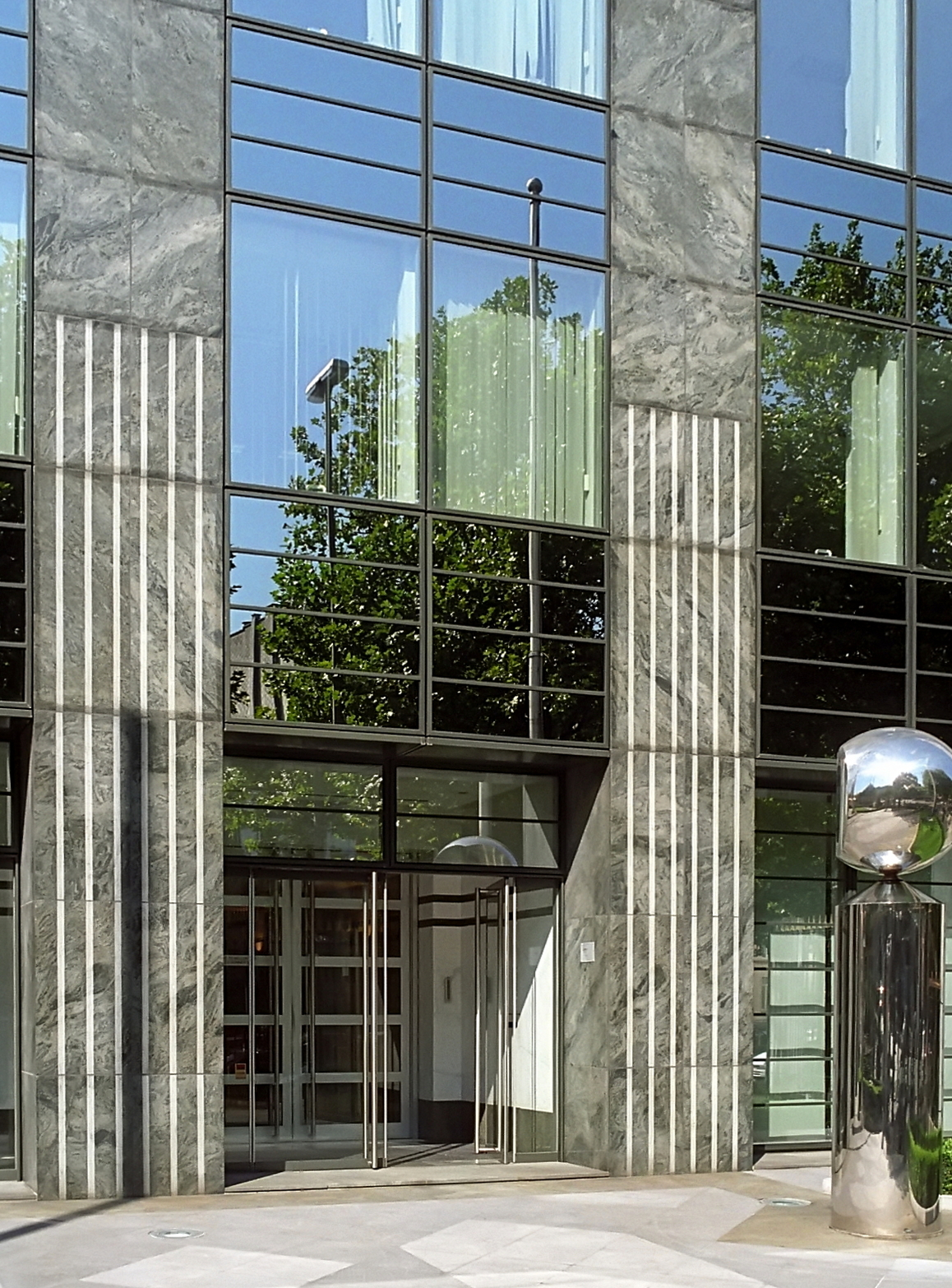
Rudentures postmodernes.

Le tableau ci-dessous présente les plus marquantes de ces transformations, avec le nouveau nom éventuel de l'immeuble ainsi que le nom de l'architecte ou du bureau d'architectes postmoderne qui en a assuré la transformation :
| Immeuble                      | Architecte fonctionnaliste                                                                  | Statut  | Nouveau nom   | Architecte postmoderne           | Date      |
| ----------------------------- | ------------------------------------------------------------------------------------------- | ------- | ------------- | -------------------------------- | --------- |
| Tour AG                       | Robert Goffaux                                                                              | Transf. | Bastion Tower | Arte Polis                       | 1993-1998 |
| Swiss Life                    |                                                                                             | Transf. | -             | Montois Partners                 | 1994      |
| Tour du Midi                  | Yvan Blomme, Petit, Hendrickx, Lambrichs, Aerts, Ramon, Bressers, Van Acker, Van Dosselaere | Transf. | -             | Michel Jaspers                   | 1993-1999 |
| Régent 44                     | P. Eenens                                                                                   | Transf. | -             | Montois Partners                 | 1997      |
| Charlemagne                   | Jacques Cuisinier                                                                           | Transf. | -             | Helmut Jahn, Bureau Montois      | 1998      |
| Botanic Building              | Henri Montois                                                                               | Transf. | -             | Atelier d'architecture de Genval | 2001-2004 |
| Tour Madou                    | Robert Goffaux, C.Heywang                                                                   | Transf. | Madou Plaza   | ASSAR & Archi2000                | 2003-2004 |
| Centre international Rogier   | Jacques Cuisinier                                                                           | Démoli  | Tour Rogier   | Michel Jaspers                   | 2004-2006 |
| Tour de la Loterie Nationale  | Robert Goffaux                                                                              | Démolie | Central Plaza | Montois Partners                 | 2004-2006 |
| Tour des Finances             | Van Kuyck, Lambrichs, Stynen                                                                | Transf. | -             | Michel Jaspers                   | 2005-2008 |
| Cité administrative de l'État |                                                                                             | Transf. | -             |                                  | 2010-2012 |
| Tour Astro                    | Albert De Doncker                                                                           | Transf. | -             | Altiplan                         | 2014-2016 |

## Sculptures de style postmoderne
Plusieurs immeubles belges de style postmoderne sont ornés de sculptures postmodernes.
On peut citer, à titre d'exemple, les sculptures suivantes dues à Jean-Paul Laenen : 
- statues d'Athéna et Hermès ornant le sommet de la façade de l'école supérieure EHSAL
- Le fil d'Ariane, groupe de statues ornant la passerelle du Parlement Européen, rue Belliard
- sculpture ornant l'atrium du siège d'Electrabel.